# Looney Tunes und Merrie Melodies/Filmografie (1929–1939)
Dies ist eine Liste der Looney-Tunes- und Merrie-Melodies-Cartoons der Jahre 1929 bis 1939.

## Erläuterungen
- Hinweis: Für eine einfachere Übersicht, ohne die deutschsprachigen Veröffentlichungen, im jeweiligen Jahresabschnitt einmal auf „Nr.“ klicken.
- LT steht für die Looney-Tunes-Reihe, MM steht für die Merrie-Melodies-Reihe.
- Angaben, die mit einem Sternchen gekennzeichnet sind, beziehen sich auf die im Rahmen des Blue-Ribbon-Programms erfolgten Wiederveröffentlichungen der entsprechenden Cartoons, wodurch sich einige Originaltitel änderten.
- Die Angabe „Letztauftritt“ bezieht sich nur auf die Kurzfilmauftritte.
- (C) steht für das Copyright-Datum.

## 1929
Im Mai 1929 entstand Bosko, the TalkInk Kid, ein 5-minütiger Schwarzweiß-Kurzfilm von Hugh Harman und Rudolf Ising, der als Vorführungsfilm produziert wurde, um eine Reihe von Cartoons mit der Zeichentrickfigur Bosko zu verkaufen. Zu sehen ist eine Kombination aus Real- und Animationsfilm, in der ein von Rudolf Ising gespielter Cartoonist Bosko zeichnet, der daraufhin zum Leben erwacht. Dieser spricht, tanzt, singt und spielt Klavier. Anschließend saugt der Cartoonist ihn wieder in seinen Füllfederhalter auf und gibt ihn zurück in ein Tintenfass. Bosko taucht daraus noch einmal auf und kündigt ein Wiedersehen an. Der Film erschien nie im Kino und wurde einem breiten Publikum erst bekannt als der Sender Cartoon Network ihn am 12. März 2000 (71 Jahre später), in gekürzter Form, als Teil des ToonHeads-Specials The Lost Cartoons veröffentlichte. Er ist public domain.

## 1930
Sämtliche Cartoons sind Looney Tunes mit Bosko, die in Schwarzweiß sowie unter der Regie von Hugh Harman und Rudolf Ising entstanden. Sie alle sind public domain.
| Nr. | Deutscher Titel            | Originaltitel          | Kinopremiere (USA) | Bekannte Charaktere | LT/MM | Regie                      |
| --- | -------------------------- | ---------------------- | ------------------ | ------------------- | ----- | -------------------------- |
| 001 | Treiben in der Badewanne   | Sinkin’ in the Bathtub | 19. Apr. 1930      | Bosko, Honey        | LT    | Hugh Harman & Rudolf Ising |
| ٴ· Deutschsprachige Veröffentlichung: als Treiben in der Badewanne bei Cartoon Factory (Fernsehserie, Folge 1x25, 1996).   |                            |                        |                    |                     |       |                            |
| 002 | Congo Jazz                 | Congo Jazz             | Sep. 1930          | Bosko               | LT    | Hugh Harman & Rudolf Ising |
| ٴ· Deutschsprachige Veröffentlichung: als Congo Jazz bei Cartoon Factory (Fernsehserie, Folge 1x11, 1995).                 |                            |                        |                    |                     |       |                            |
| 003 | Liebeswerben eines Maurers | Hold Anything          | Okt. 1930          | Bosko, Honey        | LT    | Hugh Harman & Rudolf Ising |
| ٴ· Deutschsprachige Veröffentlichung: als Liebeswerben eines Maurers bei Cartoon Factory (Fernsehserie, Folge 4x12, 2001). |                            |                        |                    |                     |       |                            |
| 004 | –                          | The Booze Hangs High   | Nov. 1930          | Bosko               | LT    | Hugh Harman & Rudolf Ising |
| 005 | Bimmelblues                | Box Car Blues          | Dez. 1930          | Bosko               | LT    | Hugh Harman & Rudolf Ising |
| ٴ· Deutschsprachige Veröffentlichung: als Bimmelblues bei Cartoon Factory (Fernsehserie, Folge 4x13, 2001).                |                            |                        |                    |                     |       |                            |

## 1931
1931 wurden 17 Cartoons veröffentlicht, davon sind 11 Teil der Looney-Tunes-Reihe mit der Figur Bosko und 6 Teil der neu entstandenen Merrie-Melodies-Reihe, die neue Figuren wie etwa Foxy und Piggy vorstellte. Bei den Looney Tunes führten Hugh Harman und Rudolf Ising anfangs noch gemeinsam Regie. Alle späteren Looney Tunes stammen von Harman. Ising übernahm die Regie der Merrie-Melodies-Cartoons. Sämtliche Cartoons entstanden in Schwarzweiß, einige wurden später koloriert. Sie alle sind public domain.
| Nr. | Deutscher Titel                | Originaltitel                                      | Kinopremiere (USA) | Bekannte Charaktere  | LT/MM | Regie                      | Anmerkungen |
| --- | ------------------------------ | -------------------------------------------------- | ------------------ | -------------------- | ----- | -------------------------- | --- |
| 006 | –                              | Big Man from the North                             | Jan. 1931          | Bosko, Honey         | LT    | Hugh Harman & Rudolf Ising | |
| 007 | Ist die Natur nicht großartig  | Ain’t Nature Grand!                                | Feb. 1931          | Bosko                | LT    | Hugh Harman & Rudolf Ising | 1973 koloriert. |
| ٴ· Deutschsprachige Veröffentlichung: als Ist die Natur nicht großartig bei Bosco das lustige Äffchen (VHS, Liliput).                                                                                        |                                |                                                    |                    |                      |       |                            | |
| 008 | Aus dem Rennen                 | Ups ’n Downs/ Off to the Races (1973er Neuauflage) | Mär. 1931          | Bosko                | LT    | Hugh Harman & Rudolf Ising | 1973 koloriert. |
| ٴ· Deutschsprachige Veröffentlichung: als Aus dem Rennen bei Bosco das lustige Äffchen (VHS, Liliput). |                                |                                                    |                    |                      |       |                            | |
| 009 | Der Bomber                     | Dumb Patrol                                        | Apr. 1931          | Bosko, Honey         | LT    | Hugh Harman & Rudolf Ising | Nicht zu verwechseln mit Dumb Patrol aus dem Jahr 1964. |
| ٴ· Deutschsprachige Veröffentlichung: als Der Bomber bei Cartoon Factory (Fernsehserie, Folge 4x15, 2001).                                                                                                   |                                |                                                    |                    |                      |       |                            | |
| 010 | Lady, spiel auf der Mandoline! | Lady, Play Your Mandolin!                          | 5. Apr. 1931       | Foxy, Roxy           | MM    | Rudolf Ising               | Erster Merrie-Melodies-Cartoon; Erstauftritt von Foxy und Roxy; dt. Alternativtitel: Spiel auf Deiner Mandoline.                                                                            |
| ٴ· Deutschsprachige Veröffentlichung: als Lady, spiel auf der Mandoline! bei Cartoon Factory (Fernsehserie, Folge 1x30, 1996).                                                                               |                                |                                                    |                    |                      |       |                            | |
| 011 | Jodelnde Jockel                | Yodeling Yokels                                    | Mai 1931           | Bosko, Honey         | LT    | Hugh Harman & Rudolf Ising | |
| ٴ· Deutschsprachige Veröffentlichung: als Jodelnde Jockel bei Cartoon Factory (Fernsehserie, Folge 1x16, 1995).                                                                                              |                                |                                                    |                    |                      |       |                            | |
| 012 | –                              | Bosko’s Holiday                                    | Juni 1931          | Bosko, Honey         | LT    | Hugh Harman & Rudolf Ising | |
| 013 | –                              | The Tree’s Knees                                   | Juli 1931          | Bosko                | LT    | Hugh Harman & Rudolf Ising | |
| 014 | Lächle, verdammt, lächle!      | Smile, Darn Ya, Smile!                             | 5. Sep. 1931       | Foxy, Roxy           | MM    | Rudolf Ising               | 1992 koloriert. |
| ٴ· Deutschsprachige Veröffentlichung: als Lächle, verdammt, lächle! bei Cartoon Factory (Fernsehserie, Folge 1x19, 1996).                                                                                    |                                |                                                    |                    |                      |       |                            | |
| 015 | Schiffbruch                    | Bosko Shipwrecked!                                 | 19. Sep. 1931      | Bosko                | LT    | Hugh Harman & Rudolf Ising | Letzter Bosko-Cartoon von Rudolf Ising. |
| ٴ· Deutschsprachige Veröffentlichung: als Schiffbruch bei Heckle & Jeckle, Bosko u.a. – Viel Lärm um nichts (VHS, Ocean, Reihe: Weltberühmte Zeichentrickfiguren in lustigen Zeichentrickfilmen).            |                                |                                                    |                    |                      |       |                            | |
| 016 | Pflichtbewußt                  | One More Time/ On Duty (1973er Neuauflage)         | 3. Okt. 1931       | Foxy, Roxy           | MM    | Rudolf Ising               | Letztauftritt von Foxy und Roxy; 1973 und 1992 koloriert. |
| ٴ· Deutschsprachige Veröffentlichung: als Pflichtbewußt bei Die lustige Mäusepolizei in der Großstadt (VHS, Liliput); als Einmal noch…! bei Cartoon Factory (Fernsehserie, Folge 1x08, 1995).                |                                |                                                    |                    |                      |       |                            | |
| 017 | –                              | Bosko the Doughboy                                 | 17. Okt. 1931      | Bosko                | LT    | Hugh Harman                | |
| 018 | Sie wissen nicht, was Sie tun! | You Don’t Know What You’re Doin’!                  | 21. Okt. 1931      | Fluffy, Piggy        | MM    | Rudolf Ising               | Erstauftritt von Fluffy und Piggy; 1987 und 1992 koloriert. |
| ٴ· Deutschsprachige Veröffentlichung: als Sie wissen nicht, was Sie tun! bei Cartoon Factory (Fernsehserie, Folge 1x02, 1995).                                                                               |                                |                                                    |                    |                      |       |                            | |
| 019 | Der verrückte Eissalon         | Bosko’s Soda Fountain                              | 14. Nov. 1931      | Bosko, Honey, Wilber | LT    | Hugh Harman                | Erstauftritt von Wilber. |
| ٴ· Deutschsprachige Veröffentlichung: als Der verrückte Eissalon bei Heckle & Jeckle, Bosko u.a. – Viel Lärm um nichts (VHS, Ocean, Reihe: Weltberühmte Zeichentrickfiguren in lustigen Zeichentrickfilmen). |                                |                                                    |                    |                      |       |                            | |
| 020 | Auf’m Weg ins Hallelujah-Land  | Hittin’ the Trail for Hallelujah Land              | 28. Nov. 1931      | Fluffy, Piggy        | MM    | Rudolf Ising               | Einer und erster der Censored 11; Letztauftritt von Fluffy; letzter tatsächlicher Auftritt von Piggy – bis Ich liebe Paraden erschien er weiterhin im Abspann von Merrie-Melodies-Cartoons. |
| ٴ· Deutschsprachige Veröffentlichung: als Auf’m Weg ins Hallelujah-Land bei Cartoon Factory (Fernsehserie, Folge 1x29, 1996).                                                                                |                                |                                                    |                    |                      |       |                            | |
| 021 | Bosko auf Fuchsjagd            | Bosko’s Fox Hunt                                   | 12. Dez. 1931      | Bosko, Bruno         | LT    | Hugh Harman                | Erstauftritt von Bruno. |
| ٴ· Deutschsprachige Veröffentlichung: als Bosko auf Fuchsjagd bei Cartoon Factory (Fernsehserie, Folge 4x17, 2001).                                                                                          |                                |                                                    |                    |                      |       |                            | |
| 022 | Rothaarige Puppe               | Red-Headed Baby                                    | 26. Dez. 1931      | –                    | MM    | Rudolf Ising               | 1992 koloriert. |
| ٴ· Deutschsprachige Veröffentlichung: als Rothaarige Puppe bei Cartoon Factory (Fernsehserie, Folge 1x37, 1996).                                                                                             |                                |                                                    |                    |                      |       |                            | |

## 1932
1932 wurden 25 Cartoons veröffentlicht, davon sind 13 Teil der Looney-Tunes-Reihe mit der Figur Bosko und 12 Teil der Merrie-Melodies-Reihe. Alle Looney Tunes stammen von Hugh Harman. Rudolf Ising übernahm die Regie der Merrie Melodies, zu denen auch der Cartoon Er hat mich wieder erwischt gehört, der als erster Film beider Reihen eine Oscar-Nominierung erhielt. Sämtliche Cartoons entstanden in Schwarzweiß, einige wurden später koloriert. Bis auf Ride Him, Bosko!, Bosko the Drawback, Bosko’s Dizzy Date und Der Waldtraum sind alle Cartoons public domain. Der ursprünglich unveröffentlichte Cartoon Bosko und Honey (OT: Bosko and Honey), dessen Filmmaterial zum größten Teil in Bosko’s Dizzy Date Verwendung fand, fällt ebenfalls in diese Kategorie.
| Nr. | Deutscher Titel                           | Originaltitel                                           | Kinopremiere (USA) | Bekannte Charaktere                             | LT/MM | Regie        | Anmerkungen |
| --- | ----------------------------------------- | ------------------------------------------------------- | ------------------ | ----------------------------------------------- | ----- | ------------ | --- |
| 023 | Bosco im Zoo                              | Bosko at the Zoo                                        | 9. Jan. 1932       | Bosko, Honey                                    | LT    | Hugh Harman  | |
| ٴ· Deutschsprachige Veröffentlichung: als Bosco im Zoo bei Bosco das lustige Äffchen (VHS, Liliput); als Boskos Zoo bei Cartoon Factory (Fernsehserie, Folge 3x08, 1997). |                                           |                                                         |                    |                                                 |       |              | |
| 024 | Mondtanz                                  | Pagan Moon                                              | 23. Jan. 1932      | –                                               | MM    | Rudolf Ising | 1992 koloriert. |
| ٴ· Deutschsprachige Veröffentlichung: als Mondtanz bei Cartoon Factory (Fernsehserie, Folge 1x07, 1995). |                                           |                                                         |                    |                                                 |       |              | |
| 025 | Der boxende Bosko                         | Battling Bosko                                          | 6. Feb. 1932       | Bosko, Honey                                    | LT    | Hugh Harman  | |
| ٴ· Deutschsprachige Veröffentlichung: als Der boxende Bosko bei Cartoon Factory (Fernsehserie, Folge 1x20, 1996). |                                           |                                                         |                    |                                                 |       |              | |
| 026 | Freddy, der Neue                          | Freddy the Freshman                                     | 20. Feb. 1932      | –                                               | MM    | Rudolf Ising | 1992 koloriert. |
| ٴ· Deutschsprachige Veröffentlichung: als Freddy, der Neue bei Cartoon Factory (Fernsehserie, Folge 1x01, 1995). |                                           |                                                         |                    |                                                 |       |              | |
| 027 | –                                         | Big-Hearted Bosko (Bosko’s Orphans)                     | 5. Mär. 1932       | Bosko, Bruno                                    | LT    | Hugh Harman  | |
| 028 | Crosby, Columbo & Vallee                  | Crosby, Columbo, and Vallee                             | 19. Mär. 1932      | –                                               | MM    | Rudolf Ising | 1992 koloriert. |
| ٴ· Deutschsprachige Veröffentlichung: als Crosby, Columbo & Vallee bei Cartoon Factory (Fernsehserie, Folge 1x18, 1996). |                                           |                                                         |                    |                                                 |       |              | |
| 029 | Boskos Party                              | Bosko’s Party                                           | 2. Apr. 1932       | Bosko, Honey, Wilber                            | LT    | Hugh Harman  | |
| ٴ· Deutschsprachige Veröffentlichung: als Boskos Party bei Cartoon Factory (Fernsehserie, Folge 3x06, 1997). |                                           |                                                         |                    |                                                 |       |              | |
| 030 | Verrücktes Zeug                           | Goopy Geer                                              | 16. Apr. 1932      | Goopy Geer                                      | MM    | Rudolf Ising | Erstauftritt von Goopy Geer; 1992 koloriert; dt. Alternativtitel: Nachts im Club.                                                                      |
| ٴ· Deutschsprachige Veröffentlichung: als Verrücktes Zeug bei Cartoon Factory (Fernsehserie, Folge 1x15, 1995). |                                           |                                                         |                    |                                                 |       |              | |
| 031 | Bosko und Bruno                           | Bosko and Bruno                                         | 30. Apr. 1932      | Bosko, Bruno                                    | LT    | Hugh Harman  | |
| ٴ· Deutschsprachige Veröffentlichung: als Bosko und Bruno bei Cartoon Factory (Fernsehserie, Folge 4x14, 2001). |                                           |                                                         |                    |                                                 |       |              | |
| 032 | Er hat mich wieder erwischt               | It’s Got Me Again!                                      | 14. Mai 1932       | –                                               | MM    | Rudolf Ising | Erste Oscar-Nominierung (1932); 1992 koloriert. |
| ٴ· Deutschsprachige Veröffentlichung: als Es hat mich wieder erwischt! bei Cartoon Factory (Fernsehserie, Folge 1x32, 1996). |                                           |                                                         |                    |                                                 |       |              | |
| 033 | Der fröhliche Bauernhof                   | Moonlight for Two/ Barnyard Frolics (1973er Neuauflage) | 11. Juni 1932      | Goopy Geer                                      | MM    | Rudolf Ising | 1973 und 1992 koloriert. |
| ٴ· Deutschsprachige Veröffentlichung: als Der fröhliche Bauernhof bei Fröhliche Abenteuer auf dem Bauernhof (VHS, Liliput); als Mondschein-Fest mit Hindernissen bei Felix der Kater, Struppi der Hund u.a. – Gute und schlechte Freunde (VHS, Ocean, Reihe: Weltberühmte Zeichentrickfiguren in lustigen Zeichentrickfilmen); als Mondscheinfest mit Hindernissen bei Felix, der Kater – Die große Felix Show (VHS, Jünger (Zeichentrick)); als Mondlicht für zwei bei Cartoon Factory (Fernsehserie, Folge 1x34, 1996). |                                           |                                                         |                    |                                                 |       |              | |
| 034 | –                                         | Bosko’s Dog Race                                        | 25. Juni 1932      | Bosko, Bruno, Honey                             | LT    | Hugh Harman  | |
| 035 | Die Königin war im Salon                  | The Queen Was in the Parlor                             | 9. Juli 1932       | Goopy Geer                                      | MM    | Rudolf Ising | 1992 koloriert. |
| ٴ· Deutschsprachige Veröffentlichung: als Die Königin war im Salon bei Cartoon Factory (Fernsehserie, Folge 1x35, 1996). |                                           |                                                         |                    |                                                 |       |              | |
| 036 | –                                         | Bosko at the Beach                                      | 23. Juli 1932      | Bosko, Bruno, Honey, Wilber                     | LT    | Hugh Harman  | |
| 037 | Ich liebe Paraden                         | I Love a Parade                                         | 6. Aug. 1932       | –                                               | MM    | Rudolf Ising | Letztauftritt von Piggy im Abspann eines Merrie-Melodies-Cartoons; 1992 koloriert.                                                                     |
| ٴ· Deutschsprachige Veröffentlichung: als Ich liebe Paraden bei Cartoon Factory (Fernsehserie, Folge 1x06, 1995). |                                           |                                                         |                    |                                                 |       |              | |
| 038 | –                                         | Bosko’s Store                                           | 13. Aug. 1932      | Bosko, Honey, Wilber                            | LT    | Hugh Harman  | |
| 039 | Bosko, der Holzfäller                     | Bosko the Lumberjack                                    | 3. Sep. 1932       | Bosko, Honey                                    | LT    | Hugh Harman  | |
| ٴ· Deutschsprachige Veröffentlichung: als Bosko, der Holzfäller bei Cartoon Factory (Fernsehserie, Folge 3x10, 1997). |                                           |                                                         |                    |                                                 |       |              | |
| 040 | Du gehst zu sorglos mit deinen Küssen um! | You’re Too Careless with Your Kisses!                   | 10. Sep. 1932      | –                                               | MM    | Rudolf Ising | 1992 koloriert. |
| ٴ· Deutschsprachige Veröffentlichung: als Du gehst zu sorglos mit deinen Küssen um! bei Cartoon Factory (Fernsehserie, Folge 1x20, 1996). |                                           |                                                         |                    |                                                 |       |              | |
| 041 | –                                         | Ride Him, Bosko!                                        | 17. Sep. 1932      | Bosko, Honey                                    | LT    | Hugh Harman  | Ältester WB-Cartoon, der nicht public domain ist; mit Realszenen.                                                                                      |
| 042 | Wenn ich nur Flügel hätt’…                | I Wish I Had Wings                                      | 15. Okt. 1932      | –                                               | MM    | Rudolf Ising | 1992 koloriert. |
| ٴ· Deutschsprachige Veröffentlichung: als Wenn ich nur Flügel hätt’… bei Cartoon Factory (Fernsehserie, Folge 1x31, 1996). |                                           |                                                         |                    |                                                 |       |              | |
| 043 | –                                         | Bosko the Drawback                                      | 22. Okt. 1932      | Bosko, Kurzauftritte: Honey (Titelkarte), Bruno | LT    | Hugh Harman  | Nicht public domain. |
| 044 | Ganz schön viel von Dir!                  | A Great Big Bunch of You                                | 12. Nov. 1932      | –                                               | MM    | Rudolf Ising | 1992 koloriert. |
| ٴ· Deutschsprachige Veröffentlichung: als Ganz schön viel von Dir! bei Cartoon Factory (Fernsehserie, Folge 1x26, 1996). |                                           |                                                         |                    |                                                 |       |              | |
| 045 | –                                         | Bosko’s Dizzy Date                                      | 19. Nov. 1932      | Bosko, Bruno, Honey, Wilber                     | LT    | Hugh Harman  | Nicht public domain. Verwendet den größten Teil des Filmmaterials des ursprünglich unveröffentlichten Cartoons Bosko and Honey, der public domain ist. |
| ٴ· Deutschsprachige Veröffentlichung: Der ursprünglich unveröffentlichte Cartoon Bosko and Honey erschien als Bosko und Honey bei Cartoon Factory (Fernsehserie, Folge 2x11, 1996). |                                           |                                                         |                    |                                                 |       |              | |
| 046 | Drei sind einer zuviel                    | Three’s a Crowd                                         | 10. Dez. 1932      | verschiedene                                    | MM    | Rudolf Ising | 1992 koloriert. |
| ٴ· Deutschsprachige Veröffentlichung: als Drei sind einer zuviel bei Cartoon Factory (Fernsehserie, Folge 1x36, 1996). |                                           |                                                         |                    |                                                 |       |              | |
| 047 | Der Waldtraum                             | Bosko’s Woodland Daze                                   | 17. Dez. 1932      | Bosko, Bruno                                    | LT    | Hugh Harman  | 1973 koloriert; nicht public domain. |
| ٴ· Deutschsprachige Veröffentlichung: als Der Waldtraum bei Bosco das lustige Äffchen (VHS, Liliput); als Boskos Waldtraum bei Boskos Waldtraum (DVD). |                                           |                                                         |                    |                                                 |       |              | |

## 1933
1933 wurden 23 Cartoons veröffentlicht, davon sind 12 Teil der Looney-Tunes-Reihe und 11 Teil der Merrie-Melodies-Reihe. Die Regie bei allen bis August erschienenen Cartoons führten Rudolf Ising, der die Merrie Melodies übernahm und Hugh Harman, der für die Looney Tunes mit der Figur Bosko zuständig war. Ein erster Neuzugang in der Regie erfolgte durch Friz Freleng, der einige Cartoons mitverantwortete und der mit den beiden schon vorher zusammengearbeitet hatte. Mitte des Jahres trennten sich Harman und Ising von Warner Bros. und Produzent Leon Schlesinger. Ihre Figur Bosko, für die sie das Urheberrecht besaßen, nahmen sie mit und so hatte diese in Bosko’s Picture Show ihren letzten Looney-Tunes-Auftritt. Schlesinger gründete daraufhin sein eigenes Cartoon-Studio und heuerte neue Animatoren an, zu denen Tom Palmer und Earl Duvall zählten. Mit Buddy wurde eine Ersatzfigur für Bosko kreiert, die erstmals in Palmers Buddy’s Day Out zu sehen war. Palmer führte nur noch ein weiteres Mal Regie, da Warner Bros. mit dessen Arbeit unzufrieden war und er in der Folge von Schlesinger entlassen wurde. Ersetzt wurde er von Duvall.
Sämtliche Cartoons entstanden in Schwarzweiß, einige wurden später koloriert. Der Cartoon In dem Haus, wo Nikolaus wohnt ist public domain.
| Nr. | Deutscher Titel                 | Originaltitel                                            | Kinopremiere (USA) | Bekannte Charaktere                                   | LT/MM | Regie                       | Anmerkungen                                                                                           |
| --- | ------------------------------- | -------------------------------------------------------- | ------------------ | ----------------------------------------------------- | ----- | --------------------------- | --- |
| 048 | In dem Haus, wo Nikolaus wohnt  | The Shanty Where Santy Claus Lives                       | 7. Jan. 1933       | Weihnachtsmann                                        | MM    | Rudolf Ising                | 1992 koloriert; public domain.                                                                        |
| ٴ· Deutschsprachige Veröffentlichung: als In dem Haus, wo Nikolaus wohnt bei Cartoon Factory (Fernsehserie, Folge 1x33, 1996). |                                 |                                                          |                    |                                                       |       |                             | |
| 049 | –                               | Bosko in Dutch                                           | 14. Jan. 1933      | Bosko, Bruno, Honey, Wilber, Kurzauftritt: Goopy Geer | LT    | Hugh Harman & Friz Freleng  | Erste Regie von Friz Freleng; Letztauftritt von Goopy Geer und Wilber.                                |
| 050 | –                               | One Step Ahead of My Shadow                              | 4. Feb. 1933       | –                                                     | MM    | Rudolf Ising                | 1992 koloriert.                                                                                       |
| 051 | –                               | Bosko in Person                                          | 11. Feb. 1933      | Bosko, Honey                                          | LT    | Hugh Harman & Friz Freleng  | |
| 052 | –                               | Young and Healthy                                        | 4. Mär. 1933       | –                                                     | MM    | Rudolf Ising                | 1992 koloriert.                                                                                       |
| 053 | –                               | Bosko the Speed King                                     | 22. Mär. 1933 (C)  | Bosko, Honey                                          | LT    | Hugh Harman                 | |
| 054 | –                               | The Organ Grinder                                        | 8. Apr. 1933       | –                                                     | MM    | Rudolf Ising                | 1992 koloriert.                                                                                       |
| 055 | –                               | Wake Up the Gypsy in Me                                  | 13. Mai 1933       | –                                                     | MM    | Rudolf Ising                | 1992 koloriert.                                                                                       |
| 056 | –                               | Bosko’s Knight-Mare                                      | 8. Juni 1933 (C)   | Bosko, Bruno, Honey                                   | LT    | Hugh Harman                 | |
| 057 | Der Zeitschriftenständer        | I Like Mountain Music/ Magazine Rack (1973er Neuauflage) | 10. Juni 1933      | –                                                     | MM    | Rudolf Ising                | 1973 und 1992 koloriert.                                                                              |
| ٴ· Deutschsprachige Veröffentlichung: als Der Zeitschriftenständer bei Aladin und die Wunderlampe (VHS, Liliput); als Zeitungsständer bei Woody Woodpecker (2) (VHS, Hollywood Electric, Reihe: Star Cartoon Festival); ohne dt. Titel bei Flip der Frosch (1) (VHS, MCP, Reihen: Bambini, Happy Kids), Woody Woodpecker & Co. (VHS, MCP, Reihe: Bambini Extra).                 |                                 |                                                          |                    |                                                       |       |                             | |
| 058 | –                               | Bosko the Sheep-Herder                                   | 14. Juni 1933 (C)  | Bosko, Bruno, Kurzauftritt: Honey (Titelkarte)        | LT    | Hugh Harman                 | |
| 059 | –                               | Beau Bosko                                               | 1. Juli 1933       | Bosko, Honey                                          | LT    | Hugh Harman & Friz Freleng  | |
| 060 | –                               | Shuffle Off to Buffalo                                   | 8. Juli 1933       | –                                                     | MM    | Rudolf Ising & Friz Freleng | 1992 koloriert.                                                                                       |
| 061 | –                               | Bosko’s Mechanical Man                                   | 29. Juli 1933      | Bosko, Bruno, Honey                                   | LT    | Hugh Harman                 | |
| 062 | Wenn der Teller mit dem Löffel… | The Dish Ran Away with the Spoon                         | 5. Aug. 1933       | –                                                     | MM    | Rudolf Ising                | 1992 koloriert; dt. Alternativtitel: Das Geschirr läuft mit dem Löffel davon.                         |
| ٴ· Deutschsprachige Veröffentlichung: als Wenn der Teller mit dem Löffel… bei Cartoon Factory (Fernsehserie, Folge 3x04, 1997). |                                 |                                                          |                    |                                                       |       |                             | |
| 063 | –                               | Bosko the Musketeer                                      | 12. Aug. 1933      | Bosko, Bruno, Honey                                   | LT    | Hugh Harman                 | |
| 064 | –                               | Bosko’s Picture Show                                     | 26. Aug. 1933      | Bosko, Bruno, Honey, verschiedene                     | LT    | Hugh Harman & Friz Freleng  | Letztauftritt von Bosko, Honey und Bruno.                                                             |
| 065 | Spielzeugabteilung              | We’re in the Money/ Toy Shop (1973er Neuauflage)         | 26. Aug. 1933      | –                                                     | MM    | Rudolf Ising                | Letzter WB-Cartoon, der von Hugh Harman und Rudolf Ising produziert wurde; 1973 und 1992 koloriert.   |
| ٴ· Deutschsprachige Veröffentlichung: als Spielzeugabteilung bei Lustige Geschichten aus dem Spielzeugland (VHS, Liliput); als Spielzeugladen bei Bugs Bunny und seine Freunde (VHS, Hollywood Electric, Reihe: Star Cartoon Festival); ohne dt. Titel bei Flip der Frosch (1) (VHS, MCP, Reihen: Bambini, Happy Kids), Woody Woodpecker & Co. (VHS, MCP, Reihe: Bambini Extra). |                                 |                                                          |                    |                                                       |       |                             | |
| 066 | –                               | Buddy’s Day Out                                          | 9. Sep. 1933       | Buddy, Cookie                                         | LT    | Tom Palmer                  | Erste Regie von Tom Palmer; Erstauftritt von Buddy und Cookie; einziger Buddy-Cartoon von Tom Palmer. |
| 067 | –                               | I’ve Got to Sing a Torch Song                            | 23. Sep. 1933      | verschiedene                                          | MM    | Tom Palmer                  | Letzte Regie von Tom Palmer.                                                                          |
| 068 | –                               | Buddy’s Beer Garden                                      | 11. Nov. 1933      | Buddy, Cookie                                         | LT    | Earl Duvall                 | Erste Regie von Earl Duvall.                                                                          |
| 069 | –                               | Buddy’s Show Boat                                        | 9. Dez. 1933       | Buddy, Cookie                                         | LT    | Earl Duvall                 | |
| 070 | –                               | Sittin’ on a Backyard Fence                              | 16. Dez. 1933      | –                                                     | MM    | Earl Duvall                 | |

## 1934
1934 wurden 25 Cartoons veröffentlicht, davon sind 12 Teil der Looney-Tunes-Reihe mit der Figur Buddy und 13 Teil der Merrie-Melodies-Reihe. Friz Freleng wurde Haupt-Regisseur der Merrie-Melodies-Reihe. Earl Duvall verließ das Unternehmen nach insgesamt nur fünf fertiggestellten Cartoons. Da es Produzent Leon Schlesinger an neuen Regisseuren mangelte, erhielt auch Toningenieur und Komponist Bernard B. Brown Regie-Credits für zwei Merrie-Melodies-Cartoons. Weitere Regie-Neuzugänge erfolgten durch Ben Hardaway und Jack King. Letzterer war für beide Reihen schon vorher als Animator tätig und wurde Haupt-Regisseur der Looney-Tunes-Reihe.
Sämtliche Looney Tunes entstanden in Schwarzweiß. In der Merrie-Melodies-Reihe erschien mit Duvalls Honeymoon Hotel der erste Farbfilm beider Reihen. Der letzte in Schwarzweiß entstandene Merrie-Melodies-Cartoon ist Hardaways Rhythm in the Bow. Alle weiteren Cartoons der Reihe wurden in Farbe produziert. Sämtliche Cartoons beider Reihen unterliegen dem Urheberrecht.
| Nr. | Deutscher Titel | Originaltitel                 | Kinopremiere (USA) | Bekannte Charaktere | LT/MM | Regie            | Anmerkungen                                                                       |
| --- | --------------- | ----------------------------- | ------------------ | ------------------- | ----- | ---------------- | --------------------------------------------------------------------------------- |
| 071 | –               | Buddy the Gob                 | 13. Jan. 1934      | Buddy               | LT    | Friz Freleng     | Erste alleinige Regie von Friz Freleng und erster Buddy-Cartoon von Friz Freleng. |
| 072 | –               | Pettin’ in the Park           | 27. Jan. 1934      | –                   | MM    | Bernard B. Brown | Erste Regie von Bernard B. Brown.                                                 |
| 073 | –               | Honeymoon Hotel               | 17. Feb. 1934      | –                   | MM    | Earl Duvall      | Erster Farbfilm.                                                                  |
| 074 | –               | Buddy and Towser              | 24. Feb. 1934      | Buddy               | LT    | Friz Freleng     |                                                                                   |
| 075 | –               | Buddy’s Garage                | 14. Apr. 1934      | Buddy, Cookie       | LT    | Earl Duvall      | Letzte Regie von Earl Duvall.                                                     |
| 076 | –               | Beauty and the Beast          | 14. Apr. 1934      | –                   | MM    | Friz Freleng     | Farbfilm.                                                                         |
| 077 | –               | Those Were Wonderful Days     | 26. Apr. 1934      | –                   | MM    | Bernard B. Brown | Letzte Regie von Bernard B. Brown.                                                |
| 078 | –               | Buddy’s Trolley Troubles      | 5. Mai 1934        | Buddy, Cookie       | LT    | Friz Freleng     |                                                                                   |
| 079 | –               | Goin’ to Heaven on a Mule     | 19. Mai 1934       | –                   | MM    | Friz Freleng     |                                                                                   |
| 080 | –               | Buddy of the Apes             | 26. Mai 1934       | Buddy               | LT    | Ben Hardaway     | Erste Regie von Ben Hardaway.                                                     |
| 081 | –               | How Do I Know It’s Sunday     | 9. Juni 1934       | –                   | MM    | Friz Freleng     |                                                                                   |
| 082 | –               | Buddy’s Bearcats              | 23. Juni 1934      | Buddy, Cookie       | LT    | Jack King        | Erste Regie von Jack King.                                                        |
| 083 | –               | Why Do I Dream Those Dreams   | 30. Juni 1934      | –                   | MM    | Friz Freleng     |                                                                                   |
| 084 | –               | The Miller’s Daughter         | 8. Sep. 1934       | –                   | MM    | Friz Freleng     |                                                                                   |
| 085 | –               | The Girl at the Ironing Board | 15. Sep. 1934      | –                   | MM    | Friz Freleng     |                                                                                   |
| 086 | –               | Shake Your Powder Puff        | 29. Sep. 1934      | –                   | MM    | Friz Freleng     |                                                                                   |
| 087 | –               | Buddy the Detective           | 17. Okt. 1934 (C)  | Buddy, Cookie       | LT    | Jack King        |                                                                                   |
| 088 | –               | Rhythm in the Bow             | 20. Okt. 1934      | –                   | MM    | Ben Hardaway     | Letzter Schwarzweißfilm in der Merrie-Melodies-Reihe.                             |
| 089 | –               | Buddy the Woodsman            | 20. Okt. 1934 (C)  | Buddy, Cookie       | LT    | Jack King        |                                                                                   |
| 090 | Buddy’s Zirkus  | Buddy’s Circus                | 8. Nov. 1934 (C)   | Buddy               | LT    | Jack King        |                                                                                   |
| 091 | –               | Those Beautiful Dames         | 10. Nov. 1934      | –                   | MM    | Friz Freleng     | Farbfilm.                                                                         |
| 092 | –               | Buddy’s Adventures            | 17. Nov. 1934      | Buddy, Cookie       | LT    | Ben Hardaway     |                                                                                   |
| 093 | –               | Pop Goes Your Heart           | 8. Dez. 1934       | –                   | MM    | Friz Freleng     | Farbfilm.                                                                         |
| 094 | –               | Viva Buddy                    | 12. Dez. 1934      | Buddy, Cookie       | LT    | Jack King        |                                                                                   |
| 095 | –               | Buddy the Dentist             | 15. Dez. 1934      | Buddy, Cookie       | LT    | Ben Hardaway     |                                                                                   |

## 1935
1935 wurden 23 Cartoons veröffentlicht, davon sind 11 Teil der Looney-Tunes-Reihe, die meist die Figur Buddy zeigen und 12 Teil der Merrie-Melodies-Reihe. Buddy hatte in Buddy the Gee Man seinen letzten Auftritt. Dafür erschienen mit Beans und Schweinchen Dick zwei neue Cartoon-Stars auf den Kinoleinwänden. Ihren Erstauftritt hatten die beiden in Hut ab! von Friz Freleng, der für die Regie der Merrie-Melodies-Reihe zuständig war. Die Regie der Looney Tunes lag bei Jack King und Ben Hardaway. Neu hinzu kam Tex Avery, der mit Gold Diggers of ’49 seine Looney-Tunes-Regiepremiere hatte.
Sämtliche Looney Tunes entstanden in Schwarzweiß, Gold Diggers of ’49 wurde 1995 koloriert. Alle Merrie Melodies wurden in Farbe produziert. Der Cartoon Hollywood Kapriolen ist public domain.
| Nr. | Deutscher Titel            | Originaltitel                                       | Kinopremiere (USA)             | Bekannte Charaktere                                                           | LT/MM | Regie        | Anmerkungen |
| --- | -------------------------- | --------------------------------------------------- | ------------------------------ | ----------------------------------------------------------------------------- | ----- | ------------ | --- |
| 096 | –                          | Buddy of the Legion                                 | 12. Jan. 1935                  | Buddy                                                                         | LT    | Ben Hardaway | |
| 097 | –                          | Mr. and Mrs. Is the Name                            | 19. Jan. 1935                  | Buddy, Cookie                                                                 | MM    | Friz Freleng | Letzter Buddy-Cartoon von Friz Freleng; einziger Farbfilm mit Buddy und Cookie.                                             |
| 098 | Das Kaninchen vom Lande    | Country Boy/ Country Boy Rabbit (1973er Neuauflage) | 9. Feb. 1935                   | –                                                                             | MM    | Friz Freleng | 1973 erneut koloriert. |
| ٴ· Deutschsprachige Veröffentlichung: als Das Kaninchen vom Lande bei Bugs Bunny und seine Freunde (VHS, Liliput), Zeichentrickhitparade (VHS, Inter-Pathé).                                                        |                            |                                                     |                                |                                                                               |       |              | |
| 099 | Hut ab!                    | I Haven’t Got a Hat                                 | 2. Mär. 1935                   | Beans, Ham & Ex, Little Kitty, Oliver Owl, Schweinchen Dick                   | MM    | Friz Freleng | Erstauftritt von Beans, Ham und Ex, Little Kitty, Oliver Owl und Schweinchen Dick; einziger Beans-Cartoon von Friz Freleng. |
| ٴ· Deutschsprachige Veröffentlichung: als Hut ab! bei Bugs Bunny und Looney Tunes (Fernsehserie), Looney Tunes Collection: Best of Porky Volume 2 (DVD, WB, 2007).                                                  |                            |                                                     |                                |                                                                               |       |              | |
| 100 | –                          | Buddy’s Pony Express                                | 9. Mär. 1935                   | Buddy, Cookie                                                                 | LT    | Ben Hardaway | |
| 101 | –                          | Buddy’s Theatre                                     | 1. Apr. 1935 (C)               | Buddy, Cookie                                                                 | LT    | Ben Hardaway | |
| 102 | –                          | Along Flirtation Walk                               | 6. Apr. 1935                   | –                                                                             | MM    | Friz Freleng | |
| 103 | Ein Wiesel ist kein Diesel | My Green Fedora                                     | 4. Mai 1935                    | –                                                                             | MM    | Friz Freleng | |
| 104 | –                          | Buddy’s Lost World                                  | 18. Mai 1935                   | Buddy                                                                         | LT    | Jack King    | |
| 105 | –                          | Into Your Dance                                     | 8. Juni 1935                   | Schweinchen Dick                                                              | MM    | Friz Freleng | |
| 106 | –                          | Buddy’s Bug Hunt                                    | 22. Juni 1935                  | Buddy                                                                         | LT    | Jack King    | |
| 107 | –                          | Buddy in Africa                                     | 6. Juli 1935 (C)               | Buddy                                                                         | LT    | Ben Hardaway | Letzter Buddy-Cartoon von Ben Hardaway.                                                                                     |
| 108 | –                          | The Country Mouse/ Country Mouse*                   | 13. Juli 1935 (14. Mär. 1953*) | Kurzauftritte: Beans, Schweinchen Dick                                        | MM*   | Friz Freleng | Ältester Cartoon, der im Rahmen des Blue-Ribbon-Programms wiederveröffentlicht wurde.                                       |
| 109 | –                          | Buddy Steps Out                                     | 20. Juli 1935                  | Buddy, Cookie                                                                 | LT    | Jack King    | Letztauftritt von Cookie.                                                                                                   |
| 110 | Das lustige alte Lied      | The Merry Old Soul                                  | 17. Aug. 1935 (2. Aug. 1952*)  | –                                                                             | MM*   | Friz Freleng | |
| ٴ· Deutschsprachige Veröffentlichung: als Das lustige alte Lied bei Ich möchte Seemann werden (VHS, Hollywood Electric, Reihe: Star Cartoon Festival).                                                              |                            |                                                     |                                |                                                                               |       |              | |
| 111 | –                          | Buddy the Gee Man                                   | 24. Aug. 1935                  | Buddy                                                                         | LT    | Jack King    | Letztauftritt von Buddy. |
| 112 | –                          | The Lady in Red                                     | 7. Sep. 1935 (13. Okt. 1951*)  | –                                                                             | MM*   | Friz Freleng | |
| 113 | –                          | A Cartoonist’s Nightmare                            | 14. Sep. 1935                  | Beans                                                                         | LT    | Jack King    | Erster Beans-Cartoon von Jack King.                                                                                         |
| 114 | –                          | Little Dutch Plate                                  | 19. Okt. 1935 (11. Apr. 1953*) | –                                                                             | MM*   | Friz Freleng | |
| 115 | Hollywood Kapriolen        | Hollywood Capers                                    | 19. Okt. 1935                  | Beans, Little Kitty, Oliver Owl, Kurzauftritt: Schweinchen Dick, verschiedene | LT    | Jack King    | Public domain. |
| ٴ· Deutschsprachige Veröffentlichung: als Hollywood Kapriolen bei Looney Tunes Collection: Best of Porky Volume 2 (DVD, WB, 2007); als Ausflug nach Hollywood bei Cartoon Factory (Fernsehserie, Folge 4x07, 2001). |                            |                                                     |                                |                                                                               |       |              | |
| 116 | –                          | Gold Diggers of ’49                                 | 2. Nov. 1935                   | Beans, Little Kitty, Schweinchen Dick                                         | LT    | Tex Avery    | Erste Regie von Tex Avery und einziger Beans-Cartoon von Tex Avery; 1995 koloriert.                                         |
| 117 | Nicht von Pappe            | Billboard Frolics                                   | 9. Nov. 1935                   | –                                                                             | MM    | Friz Freleng | |
| 118 | Blumen für die Dame        | Flowers for Madame                                  | 20. Nov. 1935 (3. Feb. 1951*)  | –                                                                             | MM*   | Friz Freleng | |

## 1936
1936 wurden 32 Cartoons veröffentlicht, davon sind 17 Teil der Looney-Tunes-Reihe, die meist die Figur Schweinchen Dick zeigen und 15 Teil der Merrie-Melodies-Reihe. Beans hatte in diesem Jahr seinen Letztauftritt in einem Cartoon. Die Haupt-Regisseure waren Friz Freleng, der für die Merrie Melodies zuständig war und Jack King, der etwa die Hälfte der Looney Tunes verantwortete. Tex Avery führte bei beiden Reihen Regie. Mit Porky’s Poultry Plant erschien erstmals auch ein Cartoon von Frank Tashlin, der in diesem Jahr für insgesamt drei Looney Tunes mit Schweinchen Dick die Regie übernahm.
Sämtliche Looney Tunes entstanden in Schwarzweiß, fast alle wurden später koloriert. Alle Merrie Melodies wurden in Farbe produziert. Die Cartoons Im Schützengraben und Westward Whoa sind public domain.
| Nr. | Deutscher Titel          | Originaltitel                    | Kinopremiere (USA)                            | Bekannte Charaktere                                             | LT/MM | Regie         | Anmerkungen                                                                                       |
| --- | ------------------------ | -------------------------------- | --------------------------------------------- | --------------------------------------------------------------- | ----- | ------------- | ------------------------------------------------------------------------------------------------- |
| ·119 | –                        | I Wanna Play House               | 11. Jan. 1936                                 | –                                                               | MM    | Friz Freleng  |                                                                                                   |
| 120 | –                        | Alpine Antics                    | 18. Jan. 1936                                 | Beans, Schweinchen Dick, Kurzauftritt: Little Kitty             | LT    | Jack King     | Erster Schweinchen-Dick-Cartoon von Jack King; 1995 koloriert.                                    |
| 121 | –                        | The Phantom Ship                 | 1. Feb. 1936                                  | Beans, Ham & Ex                                                 | LT    | Jack King     |                                                                                                   |
| 122 | Wie Katz und Maus        | The Cat Came Back                | 8. Feb. 1936 (15. Juli 1944*) (5. Juni 1954*) | –                                                               | MM*   | Friz Freleng  |                                                                                                   |
| 123 | Im Schützengraben        | Boom Boom                        | 29. Feb. 1936                                 | Beans, Schweinchen Dick                                         | LT    | Jack King     | 1992 koloriert; public domain.                                                                    |
| ٴ· Deutschsprachige Veröffentlichung: als Im Schützengraben bei Cartoon Factory (Fernsehserie, Folge 4x16, 2001).                                                                              |                          |                                  |                                               |                                                                 |       |               |                                                                                                   |
| 124 | Wenn Miss Glory kommt    | Page Miss Glory                  | 7. Mär. 1936                                  | –                                                               | MM    | Tex Avery     |                                                                                                   |
| ٴ· Deutschsprachige Veröffentlichung: als Wenn Miss Glory kommt in der ARD. |                          |                                  |                                               |                                                                 |       |               |                                                                                                   |
| 125 | –                        | The Fire Alarm                   | 9. Mär. 1936 (C)                              | Beans, Ham & Ex                                                 | LT    | Jack King     |                                                                                                   |
| 126 | –                        | The Blow Out                     | 4. Apr. 1936                                  | Schweinchen Dick                                                | LT    | Tex Avery     | 1995 koloriert.                                                                                   |
| 127 | Galgenvogel              | I’m a Big Shot Now               | 11. Apr. 1936 (4. Aug. 1945*)                 | –                                                               | MM*   | Friz Freleng  |                                                                                                   |
| 128 | –                        | Westward Whoa                    | 25. Apr. 1936                                 | Beans, Ham & Ex, Little Kitty, Schweinchen Dick                 | LT    | Jack King     | Letzter Beans-Cartoon von Jack King; Letztauftritt von Ham und Ex; 1992 koloriert; public domain. |
| 129 | –                        | Plane Dippy                      | 30. Apr. 1936 (C)                             | Schweinchen Dick, Little Kitty, Oliver Owl, Kurzauftritt: Beans | LT    | Tex Avery     | Letztauftritt von Beans, Little Kitty und Oliver Owl; 1968 und 1992 koloriert.                    |
| 130 | –                        | Let It Be Me                     | 2. Mai 1936 (16. Sep. 1944*)                  | Emily the Chicken                                               | MM*   | Friz Freleng  | Erstauftritt von Emily the Chicken.                                                               |
| 131 | –                        | I’d Love to Take Orders from You | 16. Mai 1936                                  | –                                                               | MM    | Tex Avery     |                                                                                                   |
| 132 | –                        | Fish Tales                       | 23. Mai 1936                                  | Schweinchen Dick                                                | LT    | Jack King     | 1968 und 1992 koloriert.                                                                          |
| 133 | –                        | Bingo Crosbyana                  | 30. Mai 1936                                  | –                                                               | MM    | Friz Freleng  |                                                                                                   |
| 134 | –                        | Shanghaied Shipmates             | 20. Juni 1936                                 | Schweinchen Dick                                                | LT    | Jack King     | 1995 koloriert.                                                                                   |
| 135 | –                        | When I Yoo Hoo                   | 27. Juni 1936 (24. Feb. 1945*)                | –                                                               | MM*   | Friz Freleng  |                                                                                                   |
| 136 | –                        | Porky’s Pet                      | 11. Juli 1936                                 | Schweinchen Dick                                                | LT    | Jack King     | 1995 koloriert.                                                                                   |
| 137 | Die Nachtclub-Eule       | I Love to Singa                  | 18. Juli 1936 (18. Nov. 1944*)                | Jack Bunny                                                      | MM*   | Tex Avery     | Erstauftritt von Jack Bunny.                                                                      |
| ٴ· Deutschsprachige Veröffentlichung: als Die Nachtclub-Eule bei Looney Tunes: All Stars Collection – Ihre ersten Cartoons Teil 3 (DVD, WB, 2005), Bugs Bunny und Looney Tunes (Fernsehserie). |                          |                                  |                                               |                                                                 |       |               |                                                                                                   |
| 138 | –                        | Porky the Rain-Maker             | 1. Aug. 1936                                  | Schweinchen Dick, Phineas Pig                                   | LT    | Tex Avery     | Erstauftritt von Phineas Pig; 1968 und 1992 koloriert.                                            |
| 139 | –                        | Sunday Go to Meetin’ Time        | 8. Aug. 1936 (28. Okt. 1944*)                 | Teufel                                                          | MM*   | Friz Freleng  | Einer der Censored 11.                                                                            |
| 140 | –                        | Porky’s Poultry Plant            | 22. Aug. 1936                                 | Schweinchen Dick                                                | LT    | Frank Tashlin | Erste Regie von Frank Tashlin; 1968 und 1995 koloriert.                                           |
| 141 | –                        | At Your Service Madame           | 29. Aug. 1936                                 | Piggy Hamhock, W.C. Squeals                                     | MM    | Friz Freleng  | Erstauftritt von Piggy Hamhock und W.C. Squeals.                                                  |
| 142 | –                        | Porky’s Moving Day               | 12. Sep. 1936                                 | Schweinchen Dick                                                | LT    | Jack King     | Letzte Regie von Jack King; 1968 und 1992 koloriert.                                              |
| 143 | –                        | Toy Town Hall                    | 19. Sep. 1936                                 | –                                                               | MM    | Friz Freleng  |                                                                                                   |
| 144 | –                        | Milk and Money                   | 3. Okt. 1936                                  | Schweinchen Dick, Phineas Pig                                   | LT    | Tex Avery     | 1995 koloriert.                                                                                   |
| 145 | Sportsfreunde            | Boulevardier from the Bronx      | 10. Okt. 1936                                 | Emily the Chicken, Kurzauftritt: Schweinchen Dick               | MM    | Friz Freleng  |                                                                                                   |
| 146 | –                        | Don’t Look Now                   | 7. Nov. 1936 (10. Apr. 1948*)                 | –                                                               | MM*   | Tex Avery     |                                                                                                   |
| 147 | –                        | Little Beau Porky                | 14. Nov. 1936                                 | Schweinchen Dick                                                | LT    | Frank Tashlin | 1968 und 1992 koloriert.                                                                          |
| 148 | In der Bar zur Kokosnuss | The CooCoo Nut Grove             | 28. Nov. 1936                                 | W.C. Squeals, verschiedene                                      | MM    | Friz Freleng  |                                                                                                   |
| ٴ· Deutschsprachige Veröffentlichung: als In der Bar zur Kokosnuss bei Bugs Bunny und Looney Tunes (Fernsehserie), Looney Tunes Collection: All-Stars Volume 4 (DVD, WB, 2007).                |                          |                                  |                                               |                                                                 |       |               |                                                                                                   |
| 149 | –                        | The Village Smithy               | 5. Dez. 1936                                  | Schweinchen Dick                                                | LT    | Tex Avery     | 1968 und 1995 koloriert.                                                                          |
| 150 | –                        | Porky in the North Woods         | 19. Dez. 1936                                 | Schweinchen Dick                                                | LT    | Frank Tashlin | 1995 koloriert.                                                                                   |

## 1937
1937 wurden 36 Cartoons veröffentlicht, davon sind 16 Teil der Looney-Tunes-Reihe mit der Figur Schweinchen Dick und 20 Teil der Merrie-Melodies-Reihe. In diesem Jahr war in dem Looney Tune Porky’s Duck Hunt, neben einem erstmals dünneren Schweinchen Dick, auch erstmals der Erpel Daffy Duck zu sehen, der ebenfalls ein Cartoon-Star werden sollte. Beide Charaktere wurden von Mel Blanc gesprochen, der bereits im vorherigen Jahr zu Warner Bros. kam und der ab diesem Cartoon Joe Dougherty als Sprecher für Schweinchen Dick ablöste. Des Weiteren wurde in dem Merrie-Melodies-Cartoon Cowboy Jippi-Jee die Figur Egghead vorgestellt, aus der sich später die Figur Elmer Fudd entwickelte. Beide Cartoons entstanden unter der Regie von Tex Avery, der, wie auch Frank Tashlin, sowohl für die Looney-Tunes- als auch für die Merrie-Melodies-Reihe arbeitete. Haupt-Regisseur der Merrie-Melodies-Reihe war Friz Freleng. In der Looney-Tunes-Reihe kam es mit Ub Iwerks und Robert Clampett zu zwei Regie-Neuzugängen. Ersterer verantwortete nur zwei Cartoons. Letzterer war vorher schon für beide Reihen als Animator tätig und hatte seine Regiepremiere mit Porky’s Badtime Story.
Sämtliche Looney Tunes entstanden in Schwarzweiß, alle wurden später koloriert. Alle Merrie Melodies wurden in Farbe produziert. Die Cartoons Schweinchen Dicks Eisenbahn, Schneller reich mit Porky Pig, Der erste Preis und Ich will ein Seemann sein sind public domain.
| Nr. | Deutscher Titel                  | Originaltitel                                       | Kinopremiere (USA)             | Bekannte Charaktere                      | LT/MM | Regie           | Anmerkungen |
| --- | -------------------------------- | --------------------------------------------------- | ------------------------------ | ---------------------------------------- | ----- | --------------- | --- |
| 151 | Ein ganz harter Bursche          | He Was Her Man                                      | 2. Jan. 1937 (2. Apr. 1949*)   | Kurzauftritt: Schweinchen Dick           | MM*   | Friz Freleng    | |
| 152 | –                                | Porky the Wrestler                                  | 9. Jan. 1937                   | Schweinchen Dick                         | LT    | Tex Avery       | 1968 und 1992 koloriert. |
| 153 | Schwein bleibt Schwein           | Pigs Is Pigs                                        | 30. Jan. 1937 (22. Feb. 1947*) | Piggy Hamhock                            | MM*   | Friz Freleng    | Letztauftritt von Piggy Hamhock. |
| ٴ· Deutschsprachige Veröffentlichung: als Schwein bleibt Schwein bei Bugs Bunny und Looney Tunes (Fernsehserie), Looney Tunes Collection: Best of Porky Volume 2 (DVD, WB, 2007). |                                  |                                                     |                                |                                          |       |                 | |
| 154 | Schweinchen Dick’s Straßenrennen | Porky’s Road Race                                   | 6. Feb. 1937                   | Schweinchen Dick, verschiedene           | LT    | Frank Tashlin   | 1968 und 1995 koloriert. |
| 155 | –                                | Picador Porky                                       | 27. Feb. 1937                  | Schweinchen Dick                         | LT    | Tex Avery       | 1968 und 1992 koloriert. |
| 156 | –                                | I Only Have Eyes for You                            | 27. Feb. 1937 (17. Mär. 1945*) | –                                        | MM*   | Tex Avery       | |
| 157 | –                                | The Fella with the Fiddle/ The Fella with a Fiddle* | 27. Mär. 1937 (20. Jan. 1945*) | –                                        | MM*   | Friz Freleng    | |
| 158 | Verliebt, verlobt, vergiss es    | Porky’s Romance                                     | 3. Apr. 1937                   | Schweinchen Dick, Petunia Pig            | LT    | Frank Tashlin   | Erstauftritt von Petunia Pig; 1968 und 1995 koloriert. |
| ٴ· Deutschsprachige Veröffentlichung: als Verliebt, verlobt, vergiss es bei Bugs Bunny und Looney Tunes (Fernsehserie). |                                  |                                                     |                                |                                          |       |                 | |
| 159 | Sie war eine Akrobatentochter    | She Was an Acrobat’s Daughter                       | 10. Apr. 1937                  | –                                        | MM    | Friz Freleng    | Remake: Bacall to Arms (1946). |
| ٴ· Deutschsprachige Veröffentlichung: als Sie war eine Akrobatentochter bei Looney Tunes Collection: All-Stars Volume 4 (DVD, WB, 2007). |                                  |                                                     |                                |                                          |       |                 | |
| 160 | –                                | Porky’s Duck Hunt                                   | 17. Apr. 1937                  | Schweinchen Dick, Daffy Duck             | LT    | Tex Avery       | Erstauftritt von Daffy Duck; erster gemeinsamer Auftritt von Schweinchen Dick und Daffy Duck; erstmals mit einem dünneren Schweinchen Dick; erstmals mit Mel Blanc als Sprecher für Schweinchen Dick; 1968 und 1990 koloriert. |
| 161 | –                                | Ain’t We Got Fun                                    | 1. Mai 1937 (21. Apr. 1945*)   | –                                        | MM*   | Tex Avery       | |
| 162 | –                                | Porky and Gabby                                     | 15. Mai 1937                   | Schweinchen Dick, Gabby Goat             | LT    | Ub Iwerks       | Erste Regie von Ub Iwerks und erster von zwei Schweinchen-Dick-Cartoons von Ub Iwerks; Erstauftritt von Gabby Goat; 1968 und 1992 koloriert.                                                                                   |
| 163 | –                                | Clean Pastures                                      | 22. Mai 1937                   | verschiedene, Kurzauftritt: Teufel       | MM    | Friz Freleng    | Einer der Censored 11. |
| 164 | –                                | Uncle Tom’s Bungalow                                | 5. Juni 1937                   | –                                        | MM    | Tex Avery       | Einer der Censored 11. |
| 165 | –                                | Porky’s Building                                    | 19. Juni 1937                  | Schweinchen Dick                         | LT    | Frank Tashlin   | 1995 koloriert. |
| 166 | –                                | Streamlined Greta Green                             | 19. Juni 1937                  | –                                        | MM    | Friz Freleng    | |
| 167 | –                                | Sweet Sioux                                         | 26. Juni 1937 (8. Apr. 1944*)  | –                                        | MM*   | Friz Freleng    | |
| 168 | –                                | Porky’s Super Service                               | 3. Juli 1937                   | Schweinchen Dick                         | LT    | Ub Iwerks       | Letzte Regie von Ub Iwerks und zweiter von zwei Schweinchen-Dick-Cartoons von Ub Iwerks; 1968 und 1995 koloriert. |
| 169 | Cowboy Jippi-Jee                 | Egghead Rides Again                                 | 17. Juli 1937                  | Egghead                                  | MM    | Tex Avery       | Erstauftritt von Egghead. |
| 170 | –                                | Porky’s Badtime Story                               | 24. Juli 1937                  | Schweinchen Dick, Gabby Goat             | LT    | Robert Clampett | Farb-Remake: Aufstehen ist schwer (OT: Tick Tock Tuckered, 1944); erste Regie von Robert Clampett; 1968 und 1992 koloriert. |
| 171 | Ach, du dickes Ei!               | Plenty of Money and You                             | 31. Juli 1937 (9. Dez. 1944*)  | –                                        | MM*   | Friz Freleng    | |
| 172 | Schweinchen Dicks Eisenbahn      | Porky’s Railroad                                    | 7. Aug. 1937                   | Schweinchen Dick                         | LT    | Frank Tashlin   | 1968 und 1992 koloriert; public domain. |
| ٴ· Deutschsprachige Veröffentlichung: als Schweinchen Dicks Eisenbahn bei Schweinchen Dick (DVD, Planet Song, 2003); als Der Maschinist bei Porky Pig – Der Maschinist (VHS, Hollywood Electric, Reihe: Star Cartoon Festival); ohne dt. Titel bei Bugs Bunny und seine Freunde (2) (VHS, MCP, Reihen: Bambini, Happy Kids, Kunterbunte Kinderwelt (8) (Europa, Bingo)), Bugs Bunny 2 (VHS, Blue Sky, Reihe: Kids Edition), Schweinchen Dick (1) bzw. Schweinchen Dick & Co (VHS, MCP, Reihen: Bambini, Happy Kids, Kunterbunte Kinderwelt (23) (Europa, Bingo)), Schweinchen Dick 1 (VHS, MCP, Reihe: Bambini Maxi Video), Schweinchen Dick & Co. (VHS, MCP, Reihe: Videotoons), Porky’s Eisenbahn-Wettfahrt (VHS, E.A.T.). |                                  |                                                     |                                |                                          |       |                 | |
| 173 | Hut ab!                          | A Sunbonnet Blue                                    | 21. Aug. 1937 (17. Nov. 1945*) | –                                        | MM*   | Tex Avery       | |
| 174 | Schneller reich mit Porky Pig    | Get Rich Quick Porky                                | 28. Aug. 1937                  | Schweinchen Dick, Gabby Goat             | LT    | Robert Clampett | Letztauftritt von Gabby Goat; 1968 und 1992 koloriert; public domain. |
| ٴ· Deutschsprachige Veröffentlichung: als Schneller reich mit Porky Pig bei Bugs Bunny – Cartoon Volume 2 (DVD, Planet Song, 2003); als Schneller reich mit Schweinchen Dick bei Schweinchen Dick (DVD, Planet Song, 2003); als Porky Pig und seine Freunde bei Porky Pig und seine Freunde (1) (VHS, Hollywood Electric, Reihe: Star Cartoon Festival); ohne dt. Titel bei Bugs Bunny und seine Freunde (2) (VHS, MCP, Reihen: Bambini, Happy Kids, Kunterbunte Kinderwelt (8) (Europa, Bingo)), Bugs Bunny 2 (VHS, Blue Sky, Reihe: Kids Edition), Schweinchen Dick (1) bzw. Schweinchen Dick & Co (VHS, MCP, Reihen: Bambini, Happy Kids, Kunterbunte Kinderwelt (23) (Europa, Bingo)), Schweinchen Dick 1 (VHS, MCP, Reihe: Bambini Maxi Video), Schweinchen Dick & Co. (VHS, MCP, Reihe: Videotoons), Classic Comics 4 (VCD, ZYX, 1995), Bugs Bunny & Co. Vol. 3 (DVD, VZ, 2002 (Cartoon Pack)), Classic Comics bzw. Trickfilm Classics (DVD, ZYX, 2003, 2011). |                                  |                                                     |                                |                                          |       |                 | |
| 175 | Lustige Lektüre                  | Speaking of the Weather                             | 4. Sep. 1937 (21. Juli 1945*)  | –                                        | MM*   | Frank Tashlin   | |
| 176 | Der erste Preis                  | Porky’s Garden                                      | 11. Sep. 1937                  | Schweinchen Dick                         | LT    | Tex Avery       | 1968 und 1992 koloriert; public domain. |
| ٴ· Deutschsprachige Veröffentlichung: als Der erste Preis bei Schweinchen Dick u.a. – Immer die Kleinen (VHS, Ocean, Reihe: Weltberühmte Zeichentrickfilme, Jünger, Reihe: Kinderclub), Die große Schweinchen Dick Show (VHS, Jünger, Reihe: Zeichentrick Parade), Schweinchen Dick und seine Freunde – Die große Schweinchen Dick Show (DVD, 2015 (Classic Cartoon Edition)). |                                  |                                                     |                                |                                          |       |                 | |
| 177 | –                                | Dog Daze                                            | 18. Sep. 1937                  | –                                        | MM    | Friz Freleng    | |
| 178 | Ich will ein Seemann sein        | I Wanna Be a Sailor                                 | 25. Sep. 1937 (30. Apr. 1949*) | –                                        | MM*   | Tex Avery       | Public domain. |
| ٴ· Deutschsprachige Veröffentlichung: als Ich will ein Seemann sein bei Bugs Bunny u.a. – Ohne Haken und Ösen (VHS, Ocean, Reihe: Weltberühmte Zeichentrickfilme, Jünger, Reihe: Kinderclub), Popeye, der Seemann (VCD, VCR Interaktiv, 1995), Bugs Bunny und seine Freunde – Ohne Haken und Ösen (DVD, 2014 (Classic Cartoon Edition)); als Ich wär gern ein Seemann bei Chilly Willy der Pinguin (VHS, MCP, Reihe: Bambini Maxi Video); als Einmal Seemann sein bei Hoppity – Folge 2 (DVD, Planet Song, 2003), Popeye – Cartoon Volume 1 (DVD, Planet Song, 2003), Popeye – Teil 1 (DVD, IBEX, 2003); als Ich Möchte Seemann Werden bei Ich möchte Seemann werden (VHS, Hollywood Electric, Reihe: Star Cartoon Festival); ohne dt. Titel bei Cartoon Mania (DVD, M.N.D.-ESP). |                                  |                                                     |                                |                                          |       |                 | |
| 179 | –                                | Rover’s Rival                                       | 9. Okt. 1937                   | Schweinchen Dick                         | LT    | Robert Clampett | 1968 und 1995 koloriert. |
| 180 | Mäuse-Münchhausen                | The Lyin’ Mouse                                     | 16. Okt. 1937 (22. Dez. 1945*) | –                                        | MM*   | Friz Freleng    | |
| 181 | –                                | The Case of the Stuttering Pig                      | 30. Okt. 1937                  | Schweinchen Dick, Petunia Pig            | LT    | Frank Tashlin   | 1968 und 1995 koloriert. |
| 182 | Rotkäppchen – Total verrückt     | Little Red Walking Hood                             | 6. Nov. 1937 (17. Aug. 1946*)  | Egghead, Böser Wolf, Rotkäppchen, Granny | MM*   | Tex Avery       | Erstauftritt von Granny. |
| 183 | –                                | Porky’s Double Trouble                              | 13. Nov. 1937                  | Schweinchen Dick, Petunia Pig            | LT    | Frank Tashlin   | 1968 und 1995 koloriert. |
| 184 | Verrückte Gesellschaft           | The Woods Are Full of Cuckoos                       | 4. Dez. 1937                   | Kurzauftritt: Jack Bunny, verschiedene   | MM    | Frank Tashlin   | |
| 185 | –                                | Porky’s Hero Agency                                 | 4. Dez. 1937                   | Schweinchen Dick                         | LT    | Robert Clampett | 1968 und 1992 koloriert. |
| 186 | Wenn die Dosen tanzen            | September in the Rain                               | 18. Dez. 1937 (30. Sep. 1944*) | verschiedene                             | MM*   | Friz Freleng    | |
| ٴ· Deutschsprachige Veröffentlichung: als Wenn die Dosen tanzen in der ARD. |                                  |                                                     |                                |                                          |       |                 | |

## 1938
1938 wurden 40 Cartoons veröffentlicht, davon sind 17 Teil der Looney-Tunes-Reihe mit der Figur Schweinchen Dick und 23 Teil der Merrie-Melodies-Reihe. Daffy Duck verzeichnete drei Auftritte an der Seite von Schweinchen Dick. Auch erschien er in zwei Cartoons der Merrie-Melodies-Reihe, einmal zusammen mit Egghead, der in dieser Reihe sieben Auftritte hatte, und ein weiteres Mal in Daffy Duck in Hollywood, dem ersten Cartoon in dem Daffy ohne prominente Trickfilm-Begleitung zu sehen ist. Erstmals auch, trat mit dem Schweinchen-Dick-Cartoon Porkys Hasenjagd ein namenloser Prototyp der Figur Bugs Bunny in Erscheinung. Die Regisseure des Films waren Ben Hardaway und Cal Dalton. Letzterer war schon vorher als Animator für beide Reihen tätig und arbeitete als Regisseur stets mit Hardaway oder mit Regie-Neuzugang Cal Howard zusammen. Alle drei führten ebenso wie Frank Tashlin bei beiden Reihen Regie. Howards und Daltons Regiepremiere erfolgte mit Porky’s Phoney Express. Ebenfalls neu in der Regie war der in beiden Reihen seit langem als Animator fungierende Chuck Jones, der in diesem Jahr seinen Merrie-Melodies-Cartoon Mann oder Maus? vorstellte. Robert Clampett übernahm die Regie für den Großteil der Looney Tunes. Tex Avery war für die Regie einiger Merrie Melodies zuständig. Von Friz Freleng wurden nur noch drei Merrie Melodies veröffentlicht, da er bereits im vorherigen Jahr zur Konkurrenz von Metro-Goldwyn-Mayer wechselte.
Sämtliche Looney Tunes entstanden in Schwarzweiß, alle wurden später koloriert. Alle Merrie Melodies wurden in Farbe produziert. Die Cartoons Leben im Dschungel und Sing, Sing, Sing sind public domain.
| Nr. | Deutscher Titel                                | Originaltitel                                        | Kinopremiere (USA)                                  | Bekannte Charaktere                                 | LT/MM | Regie                     | Anmerkungen |
| --- | ---------------------------------------------- | ---------------------------------------------------- | --------------------------------------------------- | --------------------------------------------------- | ----- | ------------------------- | --- |
| 187 | Daffy Duck und Eierkopf                        | Daffy Duck & Egghead/ Daffy Duck and Egghead*        | 1. Jan. 1938 (20. Apr. 1946*)                       | Daffy Duck, Egghead                                 | MM*   | Tex Avery                 | |
| ٴ· Deutschsprachige Veröffentlichung: als Daffy Duck und Eierkopf in der ARD; ohne dt. Titel bei Daffy Duck und seine Freunde (VHS, Hollywood Electric, Reihe: Star Cartoon Festival). |                                                |                                                      |                                                     |                                                     |       |                           | |
| 188 | –                                              | Porky’s Poppa                                        | 15. Jan. 1938                                       | Schweinchen Dick, Phineas Pig                       | LT    | Robert Clampett           | 1968 und 1995 koloriert. |
| 189 | Schweinchen Dick – Der Held des wilden Westens | My Little Buckaroo/ My Little Buckeroo*              | 29. Jan. 1938 (6. Nov. 1943*)                       | –                                                   | MM*   | Friz Freleng              | dt. Alternativtitel: Der Held des wilden Westens |
| ٴ· Deutschsprachige Veröffentlichung: als Schweinchen Dick – Der Held des wilden Westens bei Tom, Jerry & Co. (Fernsehserie, Folge 1x35); ohne dt. Titel bei Schweinchen Dick zieht in den Krieg (VHS, MGM/UA, 1989). |                                                |                                                      |                                                     |                                                     |       |                           | |
| 190 | –                                              | Porky at the Crocadero                               | 5. Feb. 1938                                        | Schweinchen Dick                                    | LT    | Frank Tashlin             | 1995 koloriert. |
| 191 | Leben im Dschungel                             | Jungle Jitters                                       | 19. Feb. 1938                                       | –                                                   | MM    | Friz Freleng              | Einer der Censored 11; public domain. |
| ٴ· Deutschsprachige Veröffentlichung: als Leben im Dschungel bei Der König der Tiere – Abenteuer aus dem Dschungel (DVD, Power Station, 2004); als Liebesqualen bei den Kannibalen bei Bugs Bunny & Co. Vol. 1 (DVD, VZ, 2002 (Cartoon Pack)); als Dschungelleben bei Dschungel Abenteuer (DVD, Planet Song, 2003), Gulliver’s Reisen – Folge 2 (DVD, Planet Song, 2003); ohne dt. Titel bei Dschungel-Abenteuer (VHS, MCP, Reihe: Bambini Maxi Video), Bugs Bunny und seine Freunde 2 (VHS, MCP, Reihe: Videotoons), Classic Comics bzw. Trickfilm Classics (DVD, ZYX, 2003, 2011). |                                                |                                                      |                                                     |                                                     |       |                           | |
| 192 | –                                              | What Price Porky                                     | 26. Feb. 1938                                       | Schweinchen Dick, Daffy Duck                        | LT    | Robert Clampett           | Erster Daffy-Duck-Cartoon von Robert Clampett; 1995 koloriert.                                                                                            |
| 193 | Willibald und das Wiesel                       | The Sneezing Weasel                                  | 12. Mär. 1938 (26. Juli 1947*)                      | –                                                   | MM*   | Tex Avery                 | |
| 194 | –                                              | Porky’s Phoney Express                               | 19. Mär. 1938                                       | Schweinchen Dick                                    | LT    | Cal Howard & Cal Dalton   | Erste Regie von Cal Howard und Cal Dalton sowie einziger Schweinchen-Dick-Cartoon von Cal Howard; 1968 und 1992 koloriert.                                |
| 195 | –                                              | A Star is Hatched                                    | 2. Apr. 1938                                        | Emily the Chicken, verschiedene                     | MM    | Friz Freleng              | Letzte Regie von Friz Freleng bis 1940; Letztauftritt von Emily the Chicken.                                                                              |
| 196 | –                                              | Porky’s Five & Ten                                   | 16. Apr. 1938                                       | Schweinchen Dick                                    | LT    | Robert Clampett           | 1968 und 1992 koloriert. |
| 197 | Parade der Pinguine                            | The Penguin Parade                                   | 23. Apr. 1938                                       | –                                                   | MM    | Tex Avery                 | |
| 198 | Porkys Hasenjagd                               | Porky’s Hare Hunt                                    | 30. Apr. 1938                                       | Schweinchen Dick, Proto-Bugs-Bunny                  | LT    | Ben Hardaway & Cal Dalton | Erster Schweinchen-Dick-Cartoon von Ben Hardaway; Erstauftritt eines Proto-Bugs-Bunnys; 1968 und 1992 koloriert.                                          |
| 199 | Bruder Leichtsinn                              | Now That Summer Is Gone                              | 14. Mai 1938 (22. Nov. 1947*)                       | –                                                   | MM*   | Frank Tashlin             | |
| ٴ· Deutschsprachige Veröffentlichung: als Bruder Leichtsinn in der ARD. |                                                |                                                      |                                                     |                                                     |       |                           | |
| 200 | –                                              | Injun Trouble                                        | 21. Mai 1938                                        | Schweinchen Dick                                    | LT    | Robert Clampett           | Nicht zu verwechseln mit Injun Trouble aus dem Jahr 1969; Farb-Remake: Die Eroberung des Wilden Westens (OT: Wagon Heels, 1945); 1968 und 1992 koloriert. |
| 201 | Insel im blauen Meer                           | The Isle of Pingo Pongo                              | 28. Mai 1938 (19. Aug. 1944*)                       | Egghead                                             | MM*   | Tex Avery                 | Einer der Censored 11. |
| 202 | –                                              | Porky the Fireman                                    | 4. Juni 1938                                        | Schweinchen Dick                                    | LT    | Frank Tashlin             | 1968 und 1992 koloriert. |
| 203 | Katzenjammer-College                           | Katnip Kollege                                       | 11. Juni 1938 (4. Mai 1946*)                        | –                                                   | MM*   | Cal Howard & Cal Dalton   | |
| ٴ· Deutschsprachige Veröffentlichung: als Katzenjammer-College bei Looney Tunes: All Stars Collection – Ihre ersten Cartoons Teil 3 (DVD, WB, 2005), Bugs Bunny und Looney Tunes (Fernsehserie). |                                                |                                                      |                                                     |                                                     |       |                           | |
| 204 | Schweinchen Dick’s Geburtstagsparty            | Porky’s Party                                        | 25. Juni 1938                                       | Schweinchen Dick                                    | LT    | Robert Clampett           | 1968 und 1992 koloriert. |
| ٴ· Deutschsprachige Veröffentlichung: als Schweinchen Dick’s Geburtstagsparty bei Bugs Bunny und Looney Tunes (Fernsehserie). |                                                |                                                      |                                                     |                                                     |       |                           | |
| 205 | Sing, Sing, Sing                               | Have You Got Any Castles?/ Have You Got Any Castles* | 25. Juni 1938 (1. Feb. 1947*)                       | verschiedene                                        | MM*   | Frank Tashlin             | Nicht zu verwechseln mit Geisterstunde aus dem Jahr 1939 (OT: Prest-O Change-O); public domain; dt. Alternativtitel: Die Geisterstunde schlägt.           |
| ٴ· Deutschsprachige Veröffentlichung: als Sing, Sing, Sing bei Looney Tunes: All Stars Collection – Ihre ersten Cartoons Teil 3 (DVD, WB, 2005), Bugs Bunny und Looney Tunes (Fernsehserie); als Die Geisterstunde bei Casper der freundliche Geist (DVD, Planet Song, 2003); ohne dt. Titel bei Bugs Bunny & Co. Vol. 2 (DVD, VZ, 2002 (Cartoon Pack)). |                                                |                                                      |                                                     |                                                     |       |                           | |
| 206 | –                                              | Love and Curses                                      | 9. Juli 1938                                        | –                                                   | MM    | Ben Hardaway & Cal Dalton | |
| 207 | Super-Cinderella                               | Cinderella Meets Fella                               | 23. Juli 1938                                       | Egghead, Aschenputtel, Kurzauftritt: Weihnachtsmann | MM    | Tex Avery                 | |
| 208 | –                                              | Porky’s Spring Planting                              | 25. Juli 1938                                       | Schweinchen Dick                                    | LT    | Frank Tashlin             | Fortsetzung von Der erste Preis (OT: Porky’s Garden, 1937); 1968 und 1995 koloriert.                                                                      |
| 209 | Schweinchen Dick und Daffy                     | Porky & Daffy                                        | 6. Aug. 1938                                        | Schweinchen Dick, Daffy Duck                        | LT    | Robert Clampett           | 1968 und 1990 koloriert. |
| 210 | –                                              | The Major Lied ’Til Dawn                             | 13. Aug. 1938                                       | –                                                   | MM    | Frank Tashlin             | |
| 211 | –                                              | Wholly Smoke                                         | 27. Aug. 1938                                       | Schweinchen Dick                                    | LT    | Frank Tashlin             | 1968 und 1990 koloriert. |
| 212 | Aladin in Bagdad                               | A-Lad-In Bagdad                                      | 27. Aug. 1938                                       | Egghead                                             | MM    | Cal Howard & Cal Dalton   | Letzte Regie von Cal Howard; einziger Egghead-Cartoon von Cal Howard und erster von zwei Egghead-Cartoons von Cal Dalton.                                 |
| 213 | –                                              | Cracked Ice                                          | 10. Sep. 1938                                       | W.C. Squeals                                        | MM    | Frank Tashlin             | Letztauftritt von W.C. Squeals. |
| 214 | Bergfehde                                      | A Feud There Was                                     | 24. Sep. 1938 (C) (11. Sep. 1943*) (13. Sep. 1952*) | Egghead                                             | MM*   | Tex Avery                 | Erste Erwähnung von Elmer Fudds Namen; erste Blue-Ribbon-Veröffentlichung.                                                                                |
| 215 | Der Dudel Didel Da Da Do Do                    | Porky in Wackyland                                   | 24. Sep. 1938                                       | Schweinchen Dick, Yoyo Dodo                         | LT    | Robert Clampett           | Eintrag in der National Film Registry (2000); Farb-Remake: Das letzte Do-Do (OT: Dough for the Do-Do, 1949); 1995 koloriert.                              |
| ٴ· Deutschsprachige Veröffentlichung: als Der Dudel Didel Da Da Do Do bei Looney Tunes: Best of Tweety & Sylvester Teil 1 (DVD, WB, 2005), Bugs Bunny und Looney Tunes (Fernsehserie), Looney Tunes Platinum Collection – Volume Zwei (Blu-ray, WB, 2012). |                                                |                                                      |                                                     |                                                     |       |                           | |
| 216 | –                                              | Little Pancho Vanilla                                | 8. Okt. 1938 (C) (20. Mär. 1948*)                   | –                                                   | MM*   | Frank Tashlin             | |
| 217 | –                                              | Porky’s Naughty Nephew                               | 15. Okt. 1938 (C)                                   | Schweinchen Dick, Pinky Pig                         | LT    | Robert Clampett           | Erstauftritt von Pinky Pig; 1968 und 1992 koloriert. |
| 218 | Mein Wigwam – Dein Wigwam!                     | Johnny Smith and Poker-Huntas                        | 22. Okt. 1938 (C) (22. Juni 1946*)                  | Egghead, Pocahontas                                 | MM*   | Tex Avery                 | |
| 219 | Schweinchen Dick in Ägypten                    | Porky in Egypt                                       | 5. Nov. 1938 (C)                                    | Schweinchen Dick                                    | LT    | Robert Clampett           | 1995 koloriert. |
| ٴ· Deutschsprachige Veröffentlichung: als Porky in Egypt bzw. Schweinchen Dick in Ägypten bei Looney Tunes Platinum Collection – Volume Zwei (Blu-ray, WB, 2012, letzterer ist der gesprochene Titel). |                                                |                                                      |                                                     |                                                     |       |                           | |
| 220 | Lockende Ferne                                 | You’re an Education                                  | 5. Nov. 1938 (C) (26. Okt. 1946*)                   | –                                                   | MM*   | Frank Tashlin             | Letzte Regie von Frank Tashlin bis 1943. |
| ٴ· Deutschsprachige Veröffentlichung: als Lockende Ferne in der ARD. |                                                |                                                      |                                                     |                                                     |       |                           | |
| 221 | Mann oder Maus?                                | The Night Watchman                                   | 19. Nov. 1938 (C) (18. Mai 1946*)                   | –                                                   | MM*   | Chuck Jones               | Erste Regie von Chuck Jones. |
| ٴ· Deutschsprachige Veröffentlichung: ohne dt. Titel bei Mein Name ist Hase (Fernsehserie, Folge 12). |                                                |                                                      |                                                     |                                                     |       |                           | |
| 222 | –                                              | The Daffy Doc                                        | 26. Nov. 1938 (C)                                   | Daffy Duck, Schweinchen Dick                        | LT    | Robert Clampett           | 1968 und 1995 koloriert. |
| 223 | Daffy Duck in Hollywood                        | Daffy Duck in Hollywood                              | 12. Dez. 1938                                       | Daffy Duck                                          | MM    | Tex Avery                 | Letzter Daffy-Duck-Cartoon von Tex Avery; erster Solo-Daffy-Duck-Cartoon; mit Realszenen.                                                                 |
| ٴ· Deutschsprachige Veröffentlichung: als Daffy Duck in Hollywood in der ARD, bei Bugs Bunny und Looney Tunes (Fernsehserie), Boomerangs Starparade (Fernsehserie, 2014). |                                                |                                                      |                                                     |                                                     |       |                           | |
| 224 | –                                              | Porky the Gob                                        | 17. Dez. 1938                                       | Schweinchen Dick                                    | LT    | Ben Hardaway & Cal Dalton | 1968 und 1992 koloriert. |
| 225 | Boxen wie ein Champ                            | Count Me Out                                         | 17. Dez. 1938                                       | Egghead                                             | MM    | Ben Hardaway & Cal Dalton | Einziger Egghead-Cartoon von Ben Hardaway; zweiter von zwei Egghead-Cartoons von Cal Dalton.                                                              |
| 226 | –                                              | The Mice Will Play                                   | 31. Dez. 1938 (6. Aug. 1949*)                       | –                                                   | MM*   | Tex Avery                 | |

## 1939
1939 wurden 44 Cartoons veröffentlicht, davon sind 17 Teil der Looney-Tunes-Reihe, die allesamt die Figur Schweinchen Dick zeigen und 27 Teil der Merrie-Melodies-Reihe, in der mit The Two Curious Puppies, Sniffles sowie Inki und dem Mynah Bird drei neue Figuren bzw. Figurenpaare vorgestellt wurden. Wieder zu sehen waren Daffy Duck, ein Prototyp von Bugs Bunny und Egghead, wobei Letzterer in Believe It or Else seinen letzten Auftritt hatte, da die Figur umgestaltet und im folgenden Jahr als Elmer Fudd präsentiert wurde. Die Regie für die Looney Tunes übernahm zu großen Teilen Robert Clampett. Die Merrie-Melodies-Cartoons verantworteten Tex Avery, dessen Werk Blitzschnell durch Amerika eine Oscar-Nominierung erhielt, und Chuck Jones. Ben Hardaway und Cal Dalton waren, stets gemeinsam, bei beiden Reihen als Regisseure tätig.
Sämtliche Looney Tunes entstanden in Schwarzweiß, alle wurden später koloriert. Alle Merrie Melodies wurden in Farbe produziert. Die Cartoons Varieté der Amateure, Robin Hood macht es gut, Im Goldrausch, Ein Besuch im Zoo, Geisterstunde, Bars und Streifen für immer und Daffy Duck und der Dinosaurier sind public domain.
| Nr. | Deutscher Titel                | Originaltitel                                | Kinopremiere (USA)                                 | Bekannte Charaktere                                                        | LT/MM | Regie                     | Anmerkungen |
| --- | ------------------------------ | -------------------------------------------- | -------------------------------------------------- | -------------------------------------------------------------------------- | ----- | ------------------------- | --- |
| 227 | –                              | The Lone Stranger and Porky                  | 7. Jan. 1939                                       | Schweinchen Dick                                                           | LT    | Robert Clampett           | 1968 und 1992 koloriert. |
| 228 | –                              | Dog Gone Modern                              | 14. Jan. 1939 (14. Juni 1947*)                     | The Two Curious Puppies                                                    | MM*   | Chuck Jones               | Erstauftritt von The Two Curious Puppies. |
| ٴ· Deutschsprachige Veröffentlichung: ohne dt. Titel bei Mein Name ist Hase (Fernsehserie, Folge 66). |                                |                                              |                                                    |                                                                            |       |                           | |
| 229 | –                              | It’s an Ill Wind                             | 28. Jan. 1939 (C)                                  | Schweinchen Dick, Dizzy Duck                                               | LT    | Ben Hardaway & Cal Dalton | Erstauftritt von Dizzy Duck; 1968 und 1992 koloriert. |
| 230 | Varieté der Amateure           | Hamateur Night                               | 28. Jan. 1939                                      | Egghead                                                                    | MM    | Tex Avery                 | Public domain; dt. Alternativtitel: Jeder kann mitmachen. |
| ٴ· Deutschsprachige Veröffentlichung: als Varieté der Amateure bei Bugs Bunny – Cartoon Volume 2 (DVD, Planet Song, 2003); als Die Nacht der Komödianten bei Woody Woodpecker (1) (VHS, Hollywood Electric, Reihe: Star Cartoon Festival); ohne dt. Titel bei Bugs Bunny & Co. Vol. 5 (DVD, VZ, 2002 (Cartoon Pack)). |                                |                                              |                                                    |                                                                            |       |                           | |
| 231 | Robin Hood macht es gut        | Robin Hood Makes Good/ Robinhood Makes Good* | 11. Feb. 1939 (C) (6. Juli 1946*)                  | –                                                                          | MM*   | Chuck Jones               | Public domain. |
| ٴ· Deutschsprachige Veröffentlichung: als Robin Hood macht es gut bei Überraschungs-Party 2 (VHS, MCP, Reihe: Bambini Maxi Video); als Robin Hood macht gut bei Cinderella (VHS, Hollywood Electric, Reihe: Star Cartoon Festival); als Wer ist Robin Hood bei Bugs Banny u.a. – Mit List und Tücke (VHS, Ocean, Reihe: Weltberühmte Zeichentrickfiguren in lustigen Zeichentrickfilmen); ohne dt. Titel bei Der Wolf und die 7 Geißlein (VHS, Sunny Sound, Reihe: Bambini), Schweinchen Dick u.a. (VCD, VCR Interaktiv, 1995), Classic Comics bzw. Trickfilm Classics (DVD, ZYX, 2003, 2011). |                                |                                              |                                                    |                                                                            |       |                           | |
| 232 | –                              | Porky’s Tire Trouble                         | 18. Feb. 1939                                      | Schweinchen Dick                                                           | LT    | Robert Clampett           | 1968 und 1995 koloriert. |
| 233 | Goldschwindel                  | Gold Rush Daze                               | 25. Feb. 1939 (C)                                  | –                                                                          | MM    | Ben Hardaway & Cal Dalton | Public domain; dt. Alternativtitel: Im Goldrausch. |
| ٴ· Deutschsprachige Veröffentlichung: als Goldschwindel bei Aladin und die Wunderlampe (VHS, Hollywood Electric, Reihe: Star Cartoon Festival). |                                |                                              |                                                    |                                                                            |       |                           | |
| 234 | Ein Besuch im Zoo              | A Day at the Zoo                             | 11. Mär. 1939 (C) (8. Nov. 1952*)                  | Egghead                                                                    | MM*   | Tex Avery                 | Public domain. |
| ٴ· Deutschsprachige Veröffentlichung: als Ein Besuch im Zoo bei Schweinchen Dick (DVD, Planet Song, 2003); als Ein Tag im Zoo bei Woody Woodpecker (1) (VHS, Hollywood Electric, Reihe: Star Cartoon Festival); ohne dt. Titel bei Bugs Bunny und seine Freunde (3) (VHS, MCP, Reihen: Bambini, Happy Kids, Kunterbunte Kinderwelt (32) (Europa, Bingo)), Bugs Bunny 3 (VHS, Blue Sky, Reihe: Kids Edition), Bugs Bunny und seine Freunde 2 (VHS, MCP, Reihe: Bambini Maxi Video), Schweinchen Dick & Co. (VHS, MCP, Reihe: Videotoons), Bugs Bunny & Co. Vol. 1 (DVD, VZ, 2002 (Cartoon Pack)). |                                |                                              |                                                    |                                                                            |       |                           | |
| 235 | –                              | Porky’s Movie Mystery                        | 11. Mär. 1939 (C)                                  | Schweinchen Dick                                                           | LT    | Robert Clampett           | 1968 und 1990 koloriert. |
| 236 | Geisterstunde                  | Prest-O Change-O                             | 25. Mär. 1939 (C) (5. Feb. 1949*)                  | The Two Curious Puppies, Proto-Bugs-Bunny                                  | MM*   | Chuck Jones               | Nicht zu verwechseln mit Die Geisterstunde aus dem Jahr 1938 (OT: Have You Got Any Castles?); public domain; dt. Alternativtitel: Kaninchen im Hut.                                                              |
| ٴ· Deutschsprachige Veröffentlichung: als Geisterstunde bei Daffy Duck, Susi & Struppi – Pantoffelhelden, Geister und Gespenster (VHS, Ocean, Reihe: Weltberühmte Zeichentrickfiguren in lustigen Zeichentrickfilmen); ohne dt. Titel bei Puppies (VHS, MCP, Reihe: Bambini Maxi Video), Classic Comics 4 (VCD, ZYX, 1995), Bugs Bunny & Co. Vol. 5 (DVD, VZ, 2002 (Cartoon Pack)), Puppies (DVD, Planet Song, 2003), Classic Comics bzw. Trickfilm Classics (DVD, ZYX, 2003, 2011). |                                |                                              |                                                    |                                                                            |       |                           | |
| 237 | –                              | Chicken Jitters                              | 1. Apr. 1939 (C)                                   | Schweinchen Dick                                                           | LT    | Robert Clampett           | 1968 und 1992 koloriert. |
| 238 | Bars und Streifen für immer    | Bars and Stripes Forever                     | 8. Apr. 1939 (C)                                   | –                                                                          | MM    | Ben Hardaway & Cal Dalton | Public domain. |
| ٴ· Deutschsprachige Veröffentlichung: als Bars und Streifen für immer bei Fruhlingserwachen (VHS, Hollywood Electric, Reihe: Star Cartoon Festival). |                                |                                              |                                                    |                                                                            |       |                           | |
| 239 | Daffy Duck und der Dinosaurier | Daffy Duck and the Dinosaur                  | 22. Apr. 1939 (C)                                  | Daffy Duck                                                                 | MM    | Chuck Jones               | Erster Daffy-Duck-Cartoon von Chuck Jones; public domain. |
| ٴ· Deutschsprachige Veröffentlichung: als Daffy Duck und der Dinosaurier bei Looney Tunes Collection: All-Stars Volume 4 (DVD, WB, 2007), Daffy Duck und seine Freunde 1 (VHS, MCP, Reihe: Bambini Maxi Video); als Daffy und der Dinosaurier in der ARD, bei Casper und andere Zeichentrick-Geschichten (DVD, V.D.M.-NL, 2003); als Holger der Hölenmensch bei Daffy Duck und seine Freunde (VHS, Hollywood Electric, Reihe: Star Cartoon Festival); als Dinos küßt man nicht bei Daffy Duck – Cartoon Volume 1 (DVD, Planet Song, 2003); ohne dt. Titel bei Duffy Duck ist nicht zu schlagen (VHS, MGM/UA, 1988, 1991), Daffy Duck im Dinoland (VHS, CMA, Reihe: Stars der Kinderwelt, E.A.T.), Porky’s Eisenbahn-Wettfahrt (VHS, E.A.T.), Bugs Bunny sein größter Streich (VHS, E.A.T.). |                                |                                              |                                                    |                                                                            |       |                           | |
| 240 | Das große Rennen               | Porky and Teabiscuit                         | 22. Apr. 1939                                      | Schweinchen Dick, Phineas Pig                                              | LT    | Ben Hardaway & Cal Dalton | Nicht zu verwechseln mit Das große Rennen aus dem Jahr 1943 (OT: Tortoise Wins by a Hare) oder Das grosse Rennen aus dem Jahr 1965 (OT: The Wild Chase); Letztauftritt von Phineas Pig; 1968 und 1992 koloriert. |
| ٴ· Deutschsprachige Veröffentlichung: als Das große Rennen bei Bugs Bunny und Looney Tunes (Fernsehserie), Looney Tunes Collection: Best of Porky Volume 2 (DVD, WB, 2007). |                                |                                              |                                                    |                                                                            |       |                           | |
| 241 | –                              | Thugs with Dirty Mugs                        | 6. Mai 1939 (C) (3. Juni 1944*)                    | verschiedene                                                               | MM*   | Tex Avery                 | |
| 242 | –                              | Kristopher Kolumbus Jr.                      | 13. Mai 1939 (C)                                   | Schweinchen Dick                                                           | LT    | Robert Clampett           | 1968 und 1995 koloriert. |
| 243 | Hatschi-Maus                   | Naughty But Mice                             | 20. Mai 1939 (C)                                   | Sniffles                                                                   | MM    | Chuck Jones               | Erstauftritt von Sniffles. |
| 244 | –                              | Believe It or Else                           | 3. Juni 1939 (C)                                   | Egghead                                                                    | MM    | Tex Avery                 | Letztauftritt von Egghead. |
| 245 | –                              | Polar Pals                                   | 3. Juni 1939 (C)                                   | Schweinchen Dick                                                           | LT    | Robert Clampett           | 1968 und 1992 koloriert. |
| 246 | –                              | Hobo Gadget Band                             | 17. Juni 1939 (C) (14. Feb. 1948*)                 | –                                                                          | MM*   | Ben Hardaway & Cal Dalton | |
| 247 | –                              | Scalp Trouble                                | 24. Juni 1939 (C)                                  | Schweinchen Dick, Daffy Duck, Kurzauftritt auf einem Bild: Petunia Pig     | LT    | Robert Clampett           | Farb-Remake: Angriff im Fort (OT: Slightly Daffy, 1944); 1968 und 1995 koloriert. |
| 248 | Glory, Glory Halleluja         | Old Glory                                    | 1. Juli 1939 (C) (25. Aug. 1945*) (12. Sep. 1953*) | Schweinchen Dick, Uncle Sam, verschiedene                                  | MM*   | Chuck Jones               | Erster Schweinchen-Dick-Cartoon von Chuck Jones; dt. Alternativtitel: Schweinchen Dick trifft Onkel Sam. |
| ٴ· Deutschsprachige Veröffentlichung: als Glory, Glory Halleluja bei Looney Tunes: Best of Tweety & Sylvester Teil 1 (DVD, WB, 2005), Looney Tunes Platinum Collection – Volume Eins (Blu-ray, WB, 2011); ohne dt. Titel bei Schweinchen Dick – Verrückte Zeiten (VHS, MGM/UA, 1990, 1991). |                                |                                              |                                                    |                                                                            |       |                           | |
| 249 | –                              | Porky’s Picnic                               | 15. Juli 1939 (C)                                  | Schweinchen Dick, Petunia Pig, Pinky Pig                                   | LT    | Robert Clampett           | Letztauftritt von Pinky Pig; 1968 und 1995 koloriert. |
| 250 | –                              | Dangerous Dan McFoo                          | 15. Juli 1939 (C) (31. Jan. 1948*)                 | –                                                                          | MM*   | Tex Avery                 | |
| 251 | Schnee-Schlacht                | Snowman’s Land                               | 29. Juli 1939 (C)                                  | –                                                                          | MM    | Chuck Jones               | |
| 252 | –                              | Wise Quacks                                  | 5. Aug. 1939 (C)                                   | Schweinchen Dick, Daffy Duck                                               | LT    | Robert Clampett           | 1995 koloriert. |
| 253 | Hasenfuss auf Kriegspfad       | Hare-um Scare-um                             | 12. Aug. 1939 (C)                                  | Proto-Bugs-Bunny; Kurzauftritt auf einem Plakat: Schweinchen Dick          | MM    | Ben Hardaway & Cal Dalton | |
| 254 | Blitzschnell durch Amerika     | Detouring America                            | 26. Aug. 1939 (C)                                  | –                                                                          | MM    | Tex Avery                 | Oscar-Nominierung (1940). |
| 255 | –                              | Little Brother Rat                           | 2. Sep. 1939 (C) (8. Juni 1946*)                   | Sniffles                                                                   | MM*   | Chuck Jones               | |
| 256 | –                              | Porky’s Hotel                                | 2. Sep. 1939 (C)                                   | Schweinchen Dick, Dizzy Duck                                               | LT    | Robert Clampett           | Letztauftritt von Dizzy Duck; 1968 und 1992 koloriert. |
| 257 | Nur Regen bringt Segen         | Sioux Me                                     | 9. Sep. 1939 (C) (21. Juli 1951*)                  | –                                                                          | MM*   | Ben Hardaway & Cal Dalton | |
| 258 | –                              | Land of the Midnight Fun                     | 23. Sep. 1939                                      | –                                                                          | MM    | Tex Avery                 | |
| 259 | –                              | Jeepers Creepers                             | 23. Sep. 1939 (C)                                  | Schweinchen Dick                                                           | LT    | Robert Clampett           | 1968 und 1990 koloriert. |
| 260 | –                              | Naughty Neighbors                            | 7. Okt. 1939 (C)                                   | Schweinchen Dick, Petunia Pig, Kurzauftritte: Daffy Duck, Proto-Bugs-Bunny | LT    | Robert Clampett           | Letztauftritt von Petunia Pig; 1968 und 1992 koloriert. |
| 261 | Der kleine Löwenjäger          | The Little Lion Hunter                       | 7. Okt. 1939 (C) (23. Mär. 1946*)                  | Inki, Mynah Bird                                                           | MM*   | Chuck Jones               | Erstauftritt von Inki und dem Mynah Bird; dt. Alternativtitel: Inki auf der Jagd. |
| ٴ· Deutschsprachige Veröffentlichung: als Der kleine Löwenjäger bei Tweety & Sylvester – Sein bester Freund (VHS, MGM/UA, 1990, 1991). |                                |                                              |                                                    |                                                                            |       |                           | |
| 262 | –                              | The Good Egg                                 | 21. Okt. 1939 (C) (5. Jan. 1946*)                  | –                                                                          | MM*   | Chuck Jones               | |
| 263 | –                              | Pied Piper Porky                             | 4. Nov. 1939 (C)                                   | Schweinchen Dick                                                           | LT    | Robert Clampett           | 1968 und 1992 koloriert. |
| 264 | Wie ein Fisch im Wasser        | Fresh Fish                                   | 4. Nov. 1939 (C) (6. Apr. 1946*)                   | –                                                                          | MM*   | Tex Avery                 | |
| 265 | Pussi auf Abwegen              | Fagin’s Freshman                             | 18. Nov. 1939 (C) (16. Sep. 1950*)                 | –                                                                          | MM*   | Ben Hardaway & Cal Dalton | |
| 266 | –                              | Porky the Giant Killer                       | 18. Nov. 1939 (C)                                  | Schweinchen Dick                                                           | LT    | Ben Hardaway & Cal Dalton | Letzter Schweinchen-Dick-Cartoon von Ben Hardaway und Cal Dalton; 1968 und 1992 koloriert. |
| 267 | –                              | Sniffles and the Bookworm                    | 2. Dez. 1939 (C) (10. Nov. 1951*)                  | Sniffles, Bookworm                                                         | MM*   | Chuck Jones               | Erstauftritt von Bookworm. |
| 268 | –                              | Screwball Football                           | 16. Dez. 1939 (C)                                  | –                                                                          | MM    | Tex Avery                 | |
| 269 | Der Film Fan                   | The Film Fan                                 | 16. Dez. 1939 (C)                                  | Schweinchen Dick                                                           | LT    | Robert Clampett           | 1968 und 1992 koloriert. |
| ٴ· Deutschsprachige Veröffentlichung: als Der Film Fan bei Bugs Bunny und Looney Tunes (Fernsehserie), Looney Tunes Collection: Best of Porky Volume 2 (DVD, WB, 2007), Boomerangs Starparade (Fernsehserie, 2014). |                                |                                              |                                                    |                                                                            |       |                           | |
| 270 | –                              | The Curious Puppy                            | 30. Dez. 1939 (C) (24. Apr. 1948*)                 | The Two Curious Puppies                                                    | MM*   | Chuck Jones               | |